# Армия США
А́рмия США или сухопу́тные войска́ США (англ. United States Army) — вид вооружённых сил США, ответственный, в первую очередь, за сухопутные военные операции.
На 2017 год списочный состав армии составил 476 000 в регулярной армии, 343 000 в Национальной гвардии, 1 018 000 общих военных, 330 000 гражданского персонала, 4836 самолётов и 200 000 человек в военном резерве вооружённых сил.
Расовый состав американской армии:
белые американцы — 63 %,
афроамериканцы — 15 %,
латиноамериканцы — 10 %,
азиаты и жители островов Тихого океана — 4 %,
индейцы и местные жители Аляски — 2 %,
смешанные расы — 2 %, неизвестные — 4 %,
по другим данным (Стокгольмского института проблем мира, СИПРИ) в начале 2004 года расовый состав армии США: белые американцы — 58,7 %, афроамериканцы — 26,4 %, латиноамериканцы — 8,1 %, прочие — 6,8 %, в том числе — до 20 тыс. мусульман.
Армия управляется специальным департаментом, возглавляемым государственным секретарём (административная, не военная должность). Наивысшая должность — Начальник штаба армии США — входит в Объединённый комитет начальников штабов.
Армия США является сухопутными силами (войсками), предназначенными для ведения боевых действий на суше, при этом армия организационно отделяется от ВМС, ВВС, корпуса морской пехоты, Национальной гвардии, Береговой охраны. Входит в состав Вооружённых сил США, и является видом вооружённых сил США.

## История
Современная американская армия происходит от Континентальной армии, сформированной 14 июня 1775 года в начале войны за независимость США. 14 июня отмечается как День рождения Армии США.

### XVIII век
Континентальная армия США была создана по решению Континентального Конгресса 14 июня 1775 г., как объединённая армия представителей всех североамериканских штатов во главе с генералом Джорджем Вашингтоном с целью борьбы с армией Великобритании. Джордж Вашингтон выбрал сначала тактику Фабия, известного древнеримского стратега. Он стал использовать тактику постоянного изматывания противника, нанося ему неожиданные и стремительные удары по наиболее незащищенным местам, тут же исчезая со своими войсками.
Одержав 17 октября 1777 года решительную победу в битве при Саратоге, и получив поддержку со стороны Франции, Испании и Нидерландов, армия Вашингтона стала постепенно склонять чашу весов на свою сторону, что в конце концов привело к заключению Версальского мирного договора 1783 г. и признанию независимости Соединённых Штатов Америки. По завершении войны, Континентальная Армия была быстро распущена, в первую очередь из-за нежелания американцев оставаться в рядах вооружённых сил после завоевания независимости. Но существовавшая в то время милиция не могла удовлетворять все требования молодого государства, и постоянные войны с племенами индейцев вынудили прийти к решению о создании постоянной армии — Легиона Соединённых Штатов, который был основан в 1791 г.

### XIX век
Вторая и последняя война американцев против Великобритании (1812—1815) гг. была менее успешной по сравнению с войной за её независимость. Экспансионистская политика Англии по отношению к Канаде и стремления британцев вернуть в сферу своих интересов североамериканские Штаты привели к тому, что 18 июня в 1812 году США объявили ей войну и 7-тысячная плохо обученная и вооружённая армия страны выступила против англичан.
Сначала армия США даже не смогла помешать продвижению 4,5-тысячной английской армии, уступавшей ей численно, вглубь территории страны и даже взятию и сожжению столицы государства — города Вашингтона. Однако, постепенно регулярная армия США улучшила свою профессиональную пригодность в ряде битв в Ниагаре в 1814 и в разгроме британского вторжения в Новый Орлеан. В сущности эти боевые столкновения имели незначительный эффект и вскоре обе стороны вернулись к исходному состоянию, в котором они были на момент начала войны.
В промежуток между 1815 и 1860 годами Армия США в основном принимала участие в войнах с племенами индейцев и принимала участие в короткой войне с Мексикой (1846—1848), которая закончилось победой американцев и завоеванием огромной территории, ставшей в дальнейшем штатами Калифорния, Невада, Юта, Колорадо, Техас, Аризона, Вайоминг и Нью-Мексико.
Гражданская война в 1861—1865 годах была наиболее кровопролитной и истощающей войной на территории США за всю их историю. Армия Союза включала в себя постоянную регулярную армию Соединённых Штатов, которая была дополнена большим количеством временных подразделений, состоящих из добровольцев и призывников. Союзная армия сражалась и победила Армию конфедератов во время гражданской войны. Из 2 129 000 человек служивших в Союзной армии за весь период войны свыше 94 % были добровольцами. На протяжении первых двух лет войны Армия Союза терпела одно поражение за другим. Но после решающих битв в июле 1863 возле Геттисберга на востоке и возле Виксберга на западе страны, армия США (тогда — армия Союза), которая окрепла и крепко усвоила уроки войны, перехватила стратегическую инициативу. В итоге в апреле 1865 года война завершилась решительной победой Севера над Югом.

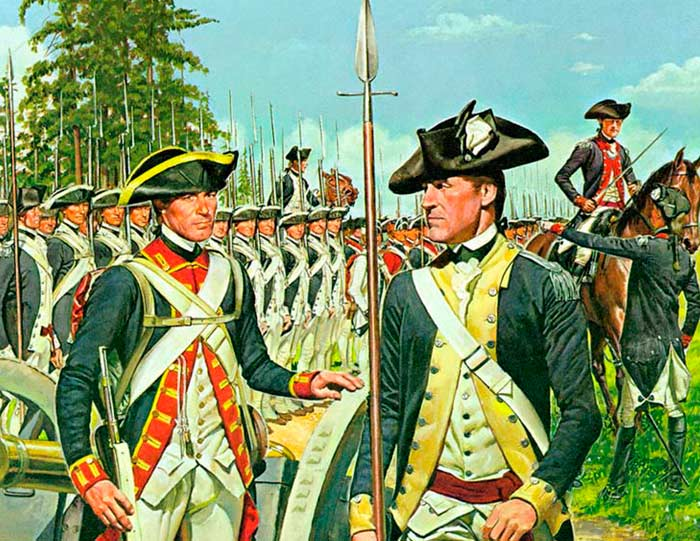
Солдаты Континентальной армии, 1781 г.
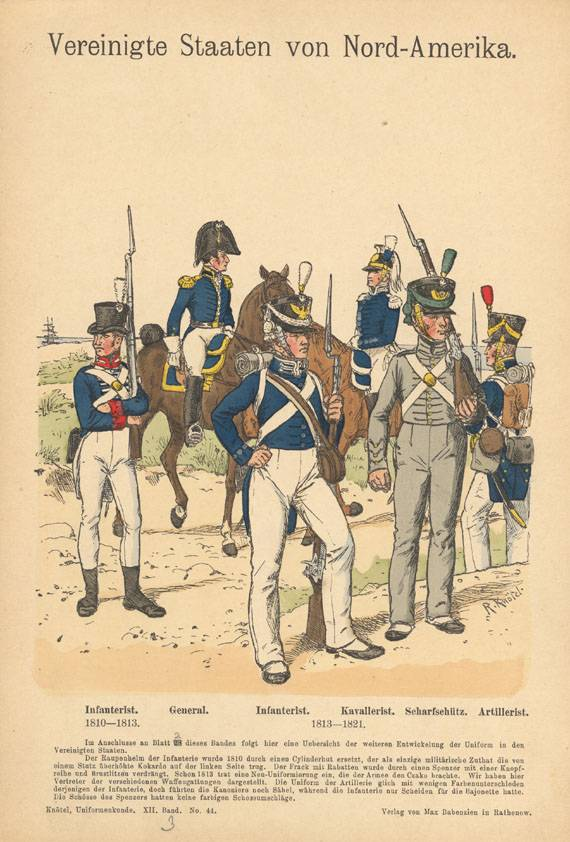
Солдаты армии США 1810—1821 гг.
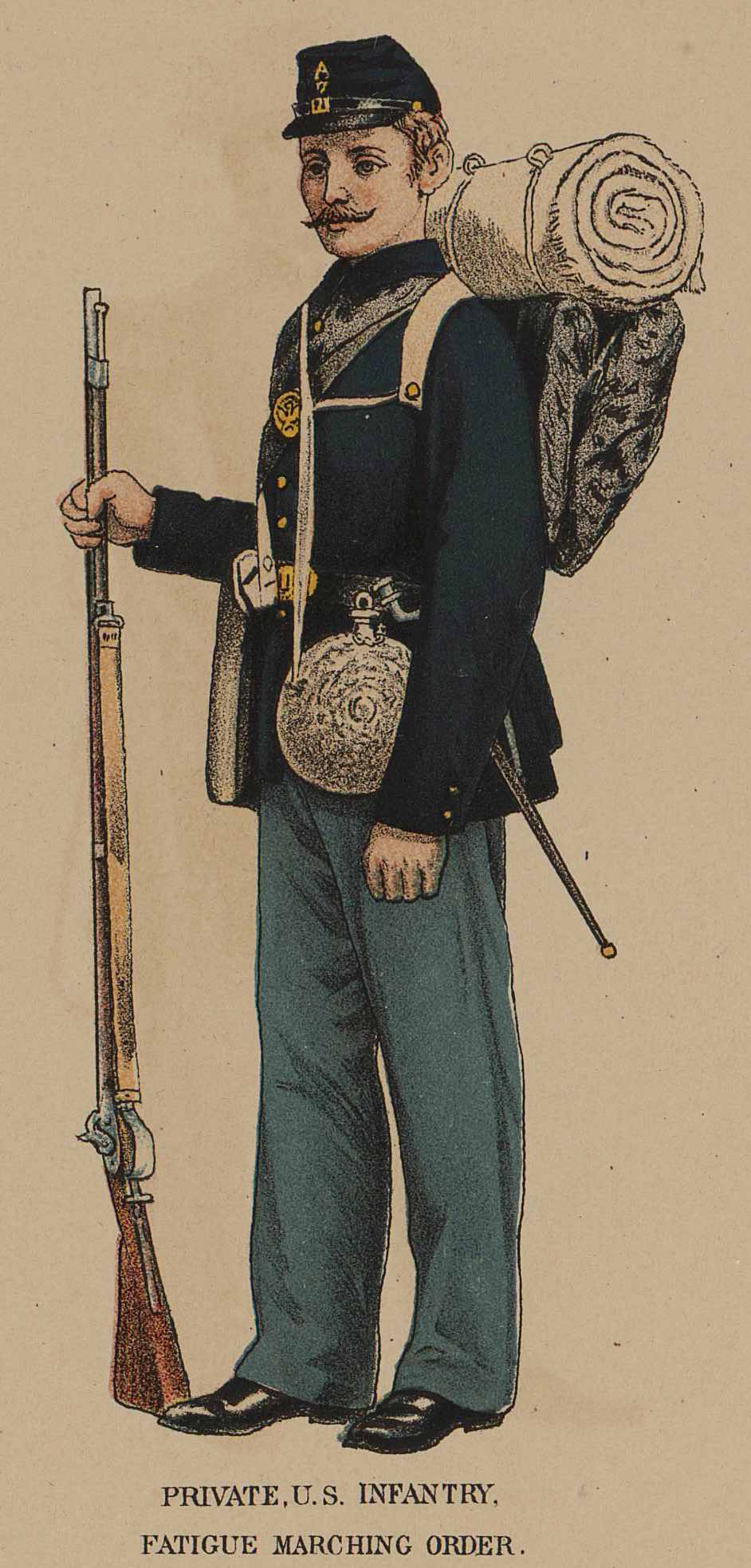
Пехотинец федеральной армии времён Гражданской войны
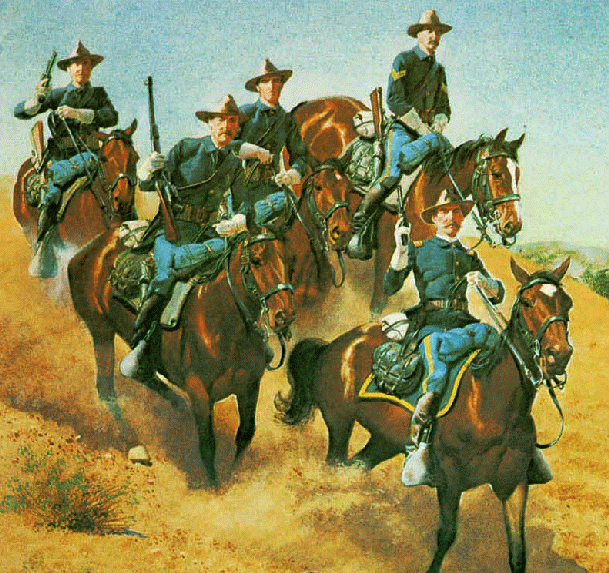
Кавалеристы США 1876 г.

### XX век
Соединённые Штаты в 1917 присоединились к участникам Первой мировой войны на стороне Антанты. Американские войска были посланы на Западный фронт и приняли участие в жестоких боях с лета 1917 до ноября 1918 года.
С окончательной победой над Германией 11 ноября 1918 года армия была демобилизована и возвращена в Америку.
Если в июне 1914 г. американская армия насчитывала лишь 75 тыс. рядовых и 5600 офицеров, то к 11 ноября 1918 г. она имела в своём составе более 180 тыс. офицеров и 3,5 млн солдат (в т. ч. более 2 млн во Франции). Бронетанковые части армии САСШ дебютировали в ходе Сен-Миельской и Мез-Аргонской операций 1918 г.
К началу Второй мировой войны (1939) списочный состав армии США составлял 174 тыс. человек.
После нападения японских войск на Пёрл-Харбор 7 декабря 1941 года Соединённые Штаты объявили войну Японии; 11 декабря Германия и Италия объявили войну США.
C середины 1960-х годов до 1973 года США вели крупномасштабную войну во Вьетнаме.
1983: Вторжение на Гренаду
1989: Вторжение в Панаму
1991: Война в Персидском заливе

### XXI век
2001—2021: война в Афганистане.
2003—2011: Иракская война.
с 2006 года: реорганизация ОШС.
2010-е: участие в гражданской войне в Сирии.
2014—2021: гражданская война в Ираке (возглавляемая США интервенция в Ираке, Операция «Непоколебимая решимость»).
15 июня 2025 года в Вашингтоне проведён военный парад приуроченный к 250-летию армии США

## Организационно-штатная структура

### Система формирования
Как отдельный вид вооружённых сил, сухопутные войска были сформированы в 1775 году. До середины XIX века большую часть личного состава сухопутных войск США, кроме достаточно небольшого числа линейных частей составляли крепостные гарнизоны, инженерные и вспомогательные части. В военное время сухопутные войска США развёртывались до полной численности за счёт призыва на действительную службу членов Добровольческих частей США на основе системы призыва военнослужащих каждого из существовавших на то время штатов. В каждом из штатов также формировались отдельные части территориальной милиции, которые по необходимости также могли быть приданы регулярным частям сухопутных войск.

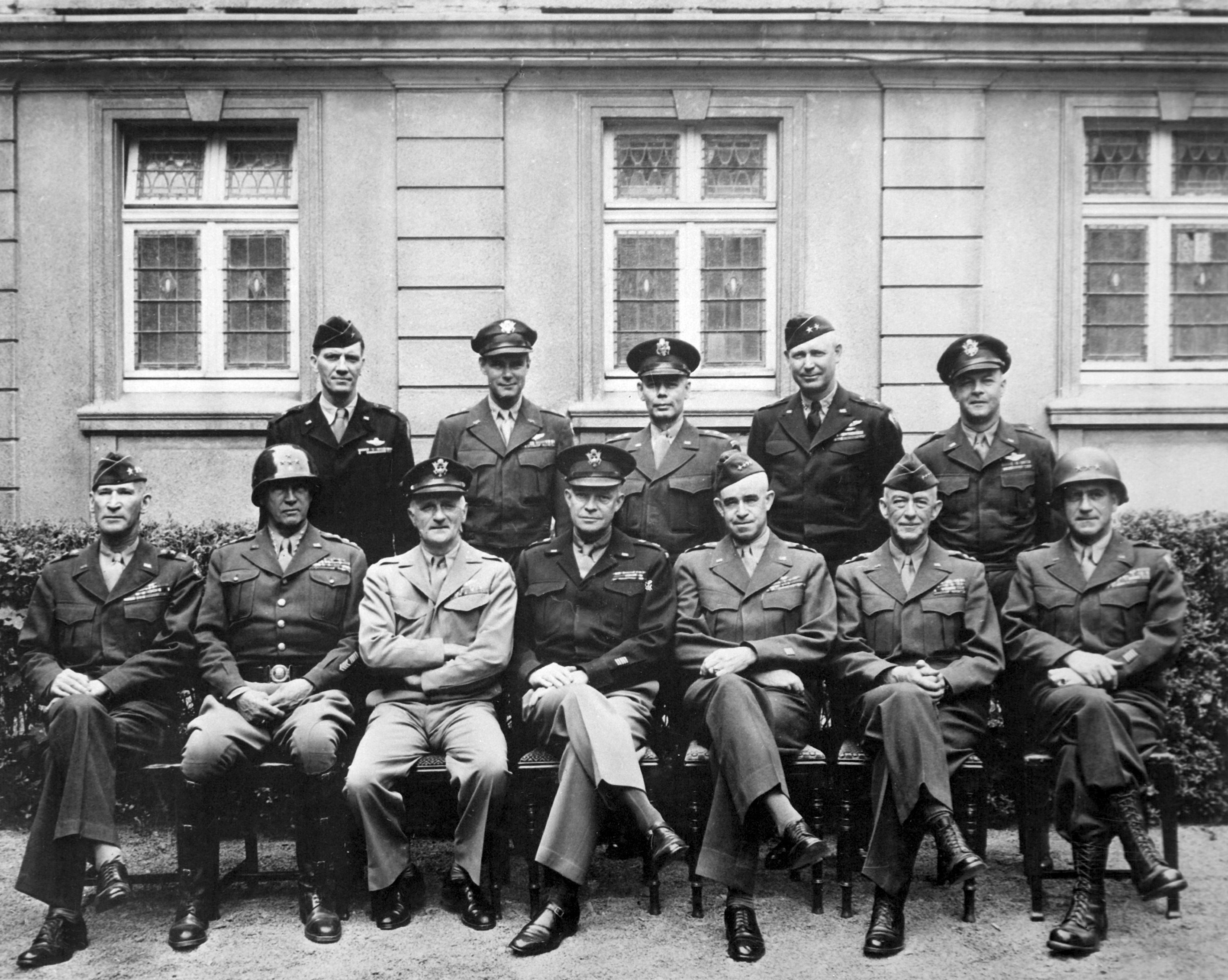
Командование сухопутными войсками США на европейском ТВД во Вторую мировую войну, 1945 год

Добровольческие части развёртывались до полного численного состава и придавались сухопутным войскам США во время всех крупных конфликтов, в которых они участвовали в XIX веке (Гражданская война, Испано-американская война, война с Мексикой). Для формирования на постоянной основе полноценных дивизий сухопутных войск для отправки на европейские фронты во время Первой мировой войны командование вынуждено было, кроме призыва на действительную службу Добровольческих частей сформировать т. н. «Национальную армию» (постоянный состав сухопутных войск) Списочный состав регулярных сухопутных войск США (Национальной армии) был сокращён до штатов мирного времени после окончания боевых действий в Европе. Основу Армии в 1920-е—1930-е годы составили три основных компонента: постоянный состав Армии (Regular Army), Корпус резерва (Organized Reserve Corps) и силы территориальной милиции каждого штата (State Militias).
В 1941 году командование сухопутных войск США дополнительно сформировало в составе сухопутных войск т. н. «Армию Соединённых Штатов», как экспедиционную часть для участия в конфликте в Европе. Таким образом, во время Второй мировой войны Армия состояла из четырёх базовых элементов: постоянного состава Регулярной армии (Regular Army), армии Соединённых Штатов (Army of the United States), Национальной гвардии (National Guard) и Корпуса резерва СВ (Officer/Enlisted Reserve Corps (ORC and ERC)). В конце 1940-х годов Корпус резерва СВ был переименован в Резерв Армии США". Сухопутные войска США были вновь сформированы, как экспедиционный корпус Сухопутных войск для участия в Корейской войне и в войне во Вьетнаме. Экспедиционные части Армии США были окончательно расформированы после отмены призывного принципа комплектования ВС США.
В 1950-х годах в связи с принятием доктрины Массированного возмездия, в сухопутных войсках была проведена реформа по внедрению пентамической структуры, заключавшееся в повышении мобильности пехотных дивизий с одновременным усилением их огневой мощи ядерным оружием (ядерные боеприпасы для 203,2-мм гаубиц и тактические ракеты с ядерными боеголовками). Структура внедрялась в войска и просуществовала в период с 1956 по 1962 годы, после чего был осуществлён переход на бригадную организацию войск в дивизии.
На данный момент СВ включают в себя три основные войсковые составляющие: постоянный состав сухопутных войск (Regular Army), части запаса (Army Reserve) и Национальную гвардию (National Guard). Как отдельный вид вооружённых сил, СВ включают в себя такие рода войск, как: артиллерия и войска ПВО (Air Defense Artillery), пехотные (моторизованные) соединения и части (Infantry), соединения и части армейской авиации (АА), Корпус войск связи (Signal Corps), Корпус инженерных войск (Corps of Engineers), бронетанковые соединения и части (Armor). Части Национальной гвардии, согласно Закону о территориальной милиции США 1903 года имели двойное подчинение: как федеральному центру и командованию СВ, так и командованию Резерва СВ.
После окончания войны во Вьетнаме и отмены призывного принципа комплектования ВС США было принято решение о более активном использовании на действительной службе частей резерва всех видов вооружённых сил США. Части Резерва Армии США и Национальной гвардии принимали активное участие наряду с линейными частями СВ в освобождении Кувейта в 1991 году, миротворческих операциях на территории бывшей Югославии, в войне в Афганистане и во вторжении в Ирак в 2003 году.

## Рода войск и функциональные области
| Род войск | Эмблема и цвета |          | Род войск                                                       | Эмблема и цвета |  | Функциональные области                             | Функциональные области                             |
| --- | --------------- | -------- | --------------------------------------------------------------- | --------------- |  | -------------------------------------------------- | -------------------------------------------------- |
| Корпус комплектования (AC)                                                                                    |                 |          | Артиллерия ПВО (AD)                                             |                 |  | Проектирование информационных сетей (FA 26)        | Проектирование информационных сетей (FA 26)        |
| Корпус генерал-адъютанта (AG) Включая военные оркестры (AB)                                                   |                 |          | Бронетанковые войска (AR) Включая кавалерию (CV)                |                 |  | Информационные операции (FA 30)                    | Информационные операции (FA 30)                    |
| Армейская авиация (AV)                                                                                        |                 |          | Корпус гражданских дел (CA)                                     |                 |  | Стратегическая разведка (FA 34)                    | Стратегическая разведка (FA 34)                    |
| Капелланский корпус (CH)                                                                                      |                 |          | Химический корпус (CM)                                          |                 |  | Космические операции (FA 40)                       | Космические операции (FA 40)                       |
| Кибервойска (CY)                                                                                              |                 |          | Стоматологическое командование (DC)                             |                 |  | Связь с общественностью (FA 46)                    | Связь с общественностью (FA 46)                    |
| Корпус инженеров (EN)                                                                                         |                 |          | Полевая артиллерия (FA)                                         |                 |  | Академическая профессура (FA 47)                   | Академическая профессура (FA 47)                   |
| Финансовый корпус (FI)                                                                                        |                 |          | Пехота (IN)                                                     |                 |  | Сотрудник по иностранным делам (FA 48)             | Сотрудник по иностранным делам (FA 48)             |
| Управление генерального инспектора Армии США (IG) (Office of the Inspector General of the United States Army) |                 |          | Материально-техническое обеспечение (LG)                        |                 |  | Операционные исследования/Системный анализ (FA 49) | Операционные исследования/Системный анализ (FA 49) |
| Корпус генеральных судей (JA) (Judge Advocate General's Corps)                                                |                 |          | Корпус военной разведки (MI)                                    |                 |  | Силовой менеджмент (FA 50)                         | Силовой менеджмент (FA 50)                         |
| Медицинский корпус (MC)                                                                                       |                 |          | Корпус медицинской службы (MS)                                  |                 |  | Вербовка (FA 51)                                   | Вербовка (FA 51)                                   |
| Корпус военной полиции (MP)                                                                                   |                 |          | Корпус медсестёр (AN)                                           |                 |  | Операции моделирования (FA 57)                     | Операции моделирования (FA 57)                     |
| Психологические операции (PO)                                                                                 |                 |          | Корпус медицинских специалистов (SP)                            |                 |  | Армейский маркетинг (FA 58)                        | Армейский маркетинг (FA 58)                        |
| Квартирмейстерский корпус (QM)                                                                                |                 |          | Корпус специалистов по персоналу (SS) (только Армия и Армия НГ) |                 |  | Медицинские услуги (FA 70)                         | Медицинские услуги (FA 70)                         |
| Силы специального назначения (SF)                                                                             |                 |          | Корпус боеприпасов (OD)                                         |                 |  | Лабораторные науки (FA 71)                         | Лабораторные науки (FA 71)                         |
| Ветеринарный корпус (VC)                                                                                      |                 |          | Связь с общественностью (PA) (Public Affairs)                   |                 |  | Науки о профилактической медицине (FA 72)          | Науки о профилактической медицине (FA 72)          |
| Транспортный корпус (TC)                                                                                      |                 |          | Корпус связи (SC)                                               |                 |  | Поведенческие науки (FA 73)                        | Поведенческие науки (FA 73)                        |
| Знаки отличия специального подразделения (для некоторых уникальных служебных заданий)                         |                 |          |                                                                 |                 |  |                                                    |                                                    |
| Бюро национальной гвардии (NGB)                                                                               |                 |          | Генеральный штаб                                                |                 |  | Штаб Военной академии                              |                                                    |
| Капеллан-кандидат                                                                                             |                 |          | Офицер-кандидат                                                 |                 |  | Уорент-офицер-кандидат                             |                                                    |
| Адъютант | Адъютант        | Адъютант | Адъютант                                                        | Адъютант        |  | Старший советник по призыву (SEA)                  | Старший советник по призыву (SEA)                  |

## Штатная структура и численность
На данный момент основу боеготовых соединений составляют 10 дивизий и некоторые отдельные части (специального назначения, армейской авиации, разведки и управления и т. д.). К 2015 г. планировалось сокращение реального численного состава соединений и отдельных частей Армии США до 32 (т. н. «полевых» или «модульных») бригад с общей численностью в 490 тыс. чел. личного состава.
Армии Национальной гвардии и Резерву дополнительно подчинены 10 дивизий резерва, 15 бригад резерва и многочисленные отдельные части войск резерва различного назначения. Главком Армии США генерал Р. Одиерно до 2018 г. планирует дальнейшее сокращение сил до 450 тыс. чел. л/с, Национальной гвардии до 335 тыс. чел. и численности Резерва до 195 тыс. чел.

### Оперативно-штатная структура
На данный момент в ОШС имеются следующие соединения и части:
- Полевая армия ☓☓☓☓ (Field Army). На данный момент в составе Армии США нет полностью развёрнутых объединений уровня армии. Полевая армия (ПА) является штабным органом управления соединениями СВ (корпусами и дивизиями) в случае ведения ВС США полномасштабных боевых действий. Последний раз, когда развёртывали полноценное объединение был 1991 г., когда органы управления 3-й армии координировали подготовку и наступательные действия 7-го армейского корпуса во взаимодействии с 18-м воздушно-десантным корпусом на территории Республики Ирак (войсковая операция многонациональных сил «Буря в пустыне»).

ПА также являются частью системы полевого управления на региональных ТВД наряду с оперативными управлениями Армии США в составе региональных единых командований ВС США на передовых ТВД (в том числе, органы 7-й полевой армии в составе Армии США в Европе). Также полевые армии на территории США могут примерно соответствовать понятию «военный округ». Командующим полевой армией обычно является генерал.
- Корпус ☓☓☓ (Corps). На 2022 в составе Армии США развёрнуты 4 корпуса: 1-й армейский корпус, 3-й бронетанковый корпус, 5-й армейский корпус (только управление) и 18-й воздушно-десантный корпус. Корпус включает в себя несколько дивизий + бригады и отдельные части тылового и боевого обеспечения. Командующим соединения корпусного уровня обычно является генерал-лейтенант.
- Дивизия ☓☓ (Division) — основное тактическое соединение в Армии США. По дореформенной ОШС дивизия включала в себя по штату до трёх штабов бригад, артиллерийскую бригаду, бригаду армейской авиации, инженерно-сапёрную бригаду (в усиленной дивизии), части материально-технического обеспечения. До развития Армией США концепции модульных бригад (brigade combat team), дивизия представляла собой низший уровень соединения Армии США, способного вести самостоятельные боевые действия оперативного характера. На данный момент все дивизии СВ переведены на модульную структуру, в которой дивизия имеет штабной характер, состоя из полностью самостоятельных бригад. Согласно реформе базовая ОШС дивизии включает в себя 2—3 линейные бригады (бронетанковая, механизированная, пехотная), бригаду армейской авиации и бригаду поддержки. Командующим соединения дивизионного уровня обычно является генерал-майор.
- Бригада ☓ (Brigade) — основное тактическое формирование в Армии США. По штату включает в себя управление (штаб) бригады, три линейных батальона, артиллерийский дивизион, разведывательный батальон, батальон материально-технического обеспечения, инженерный батальон. Командиром бригады СВ обычно является старший офицер в звании полковника, или бригадного генерала. Бригада насчитывает 4,5—4,7 тыс. чел. личного состава.
- Полк ❘❘❘ (Regiment) — на данный момент полковая структура организации практически полностью упразднена. Тем не менее, полковые структуры продолжают упоминаться в официальной документации, и батальоны сохраняют в своих названиях полковые номера («1-й батальон 8-го пехотного полка» и т. д.) с целью сохранения и преемственности традиций старых частей и т. п. Одновременно, в качестве исключения, сохраняются в своём составе ряд отдельных частей полкового уровня по составу идентичных бригадам.
- Батальон ❘❘ (Battalion) — является частью низового уровня. По штату имеет до трёх (пять — семь в отдельных батальонах) рот (батарей в артдивизионах), штабные подразделения, разведроту, подразделения связи и МТО. Командиром батальона обычно является старший офицер в звании подполковника. Батальон (дивизион) в среднем насчитывает от 800 до 1500 чел. личного состава. Разведывательные и кавалерийские по происхождению батальоны именуются эскадронами (squadron).
- Рота/батарея ❘ (Company, Battery, Troop): назначается буквами от А до С (плюс штаб или вспомогательные роты/батареи), когда она входит в батальон 3-ротного состава, или от А до D, когда батальон имеет 4 роты. Роты полкового подчинения обозначаются от А до Т, в зависимости от количества. Каждая рота/батарея состоят из штабной роты/батареи и трёх взводов и возглавляется командиром роты/батареи, обычно первым лейтенантом, капитаном или иногда майором, которого поддерживает первый сержант. Численность 62—190 солдат.
- Взвод ●●● (Platoon) — состоит из штаба взвода и трёх отделений (squad), возглавляемых командиром взвода, обычно вторым лейтенантом, заместителем которого является сержант взвода (сержант первого класса). Численность 42 солдата.
- Секция ●● (Section) — обычно руководит сержант при поддержке одного или двух капралов, которые дают указания командирам отделений (junior NCO squad leaders). Часто используется совместно со взводами на уровне роты. Численность 12—24 солдата.
- Отделение ● (Squad) — состоит из двух групп и обычно возглавляется штаб-сержантом или сержантом. Численность 9 солдат.
- Группа Ø (Team)[17] — самая маленькая единица. Огневая группа состоит из командира (обычно сержанта или капрала), стрелка, гренадера и автоматического стрелка. Снайперская команда состоит из снайпера, который ведёт огонь по врагу, и корректировщика, который помогает в прицеливании, защите команды и обеспечении безопасности. Численность 4 солдата.

### Реорганизация
В 2000-е годы Армия перешла с монолитных дивизий, как основного войскового соединения, на «полевую» (т. н. «модульную») ОШС, где основным элементом является бригада. В отличие от бригад старого типа, новая линейная бригада полностью автономна и целостна. По результатам реформы, в Армию должны входить всего 48 модульных линейных бригад (32 бригады постоянного состава в Армии на 2018 г.). Дивизионный уровень управления сохранился, однако стал иметь практически исключительно штабной характер (как корпусной/армейский уровень на данный момент), сохраняя возможность управления войсками при их развёртывании до полноценных соединений дивизионного уровня. На данный момент стандартные («модульные») бригады могут быть в любой момент переброшены и подготовлены к ведению боевых действий в той или иной точке США или земного шара под управлением дивизионного КП или органов оперативного управления Армии США на ТВД.
На данный момент сформированы бригады (brigade combat team) следующих трёх типов:
- бронетанковые (ОБТ «Абрамс», ББМ «Брэдли», 155-мм САУ М109) (4743 чел. л/с);
- механизированные (ББМ «Страйкер», 155-мм гаубицы М777) (4500 чел. л/с);
- пехотные (внедорожники «Хамви», 155-мм гаубицы М777, 105-мм гаубицы М119) (4413 чел. л/с).

Кроме того, ОШС включает в себя также бригады боевого и тылового обеспечения (functional support brigades). Бригадами боевого обеспечения являются бригады армейской авиации, бригады повышения манёвренности, артиллерийские бригады и экспедиционные бригады военной разведки. Тыловым обеспечением занимаются бригады поддержки. Для того, чтобы прекратить отвлекать военнослужащих кадровых бригад, в 2017 году были созданы бригады содействия безопасности (Security Force Assistance Brigades) для оказания помощи союзникам по всему миру в обучении солдат.

## Командная структура

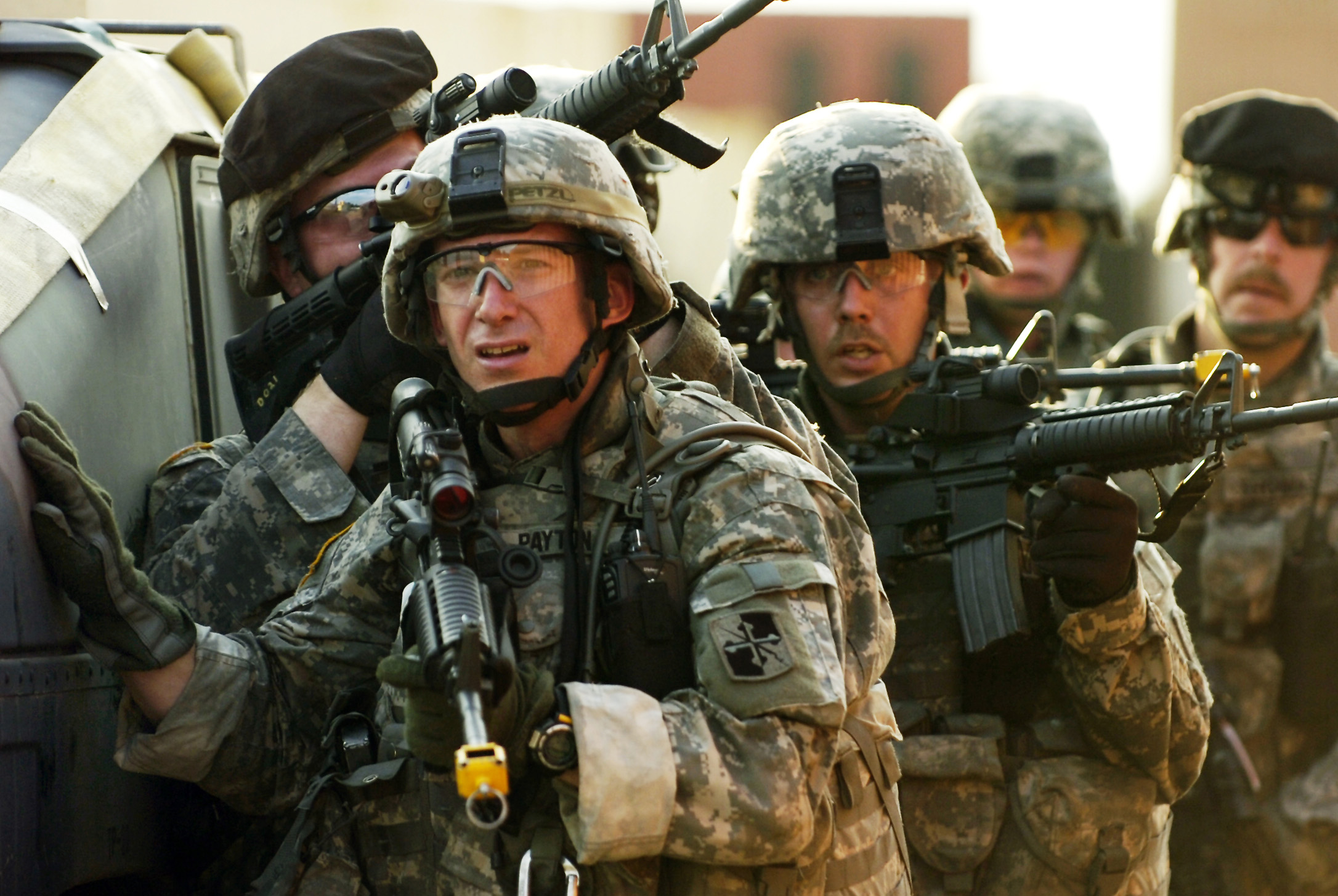
Бойцы 1-го батальона 175-го пехотного полка Национальной гвардии (ш. Мэриленд) во время учений по ведению боя в городе (учебный полигон Форт-Дикс (штат Нью-Джерси))

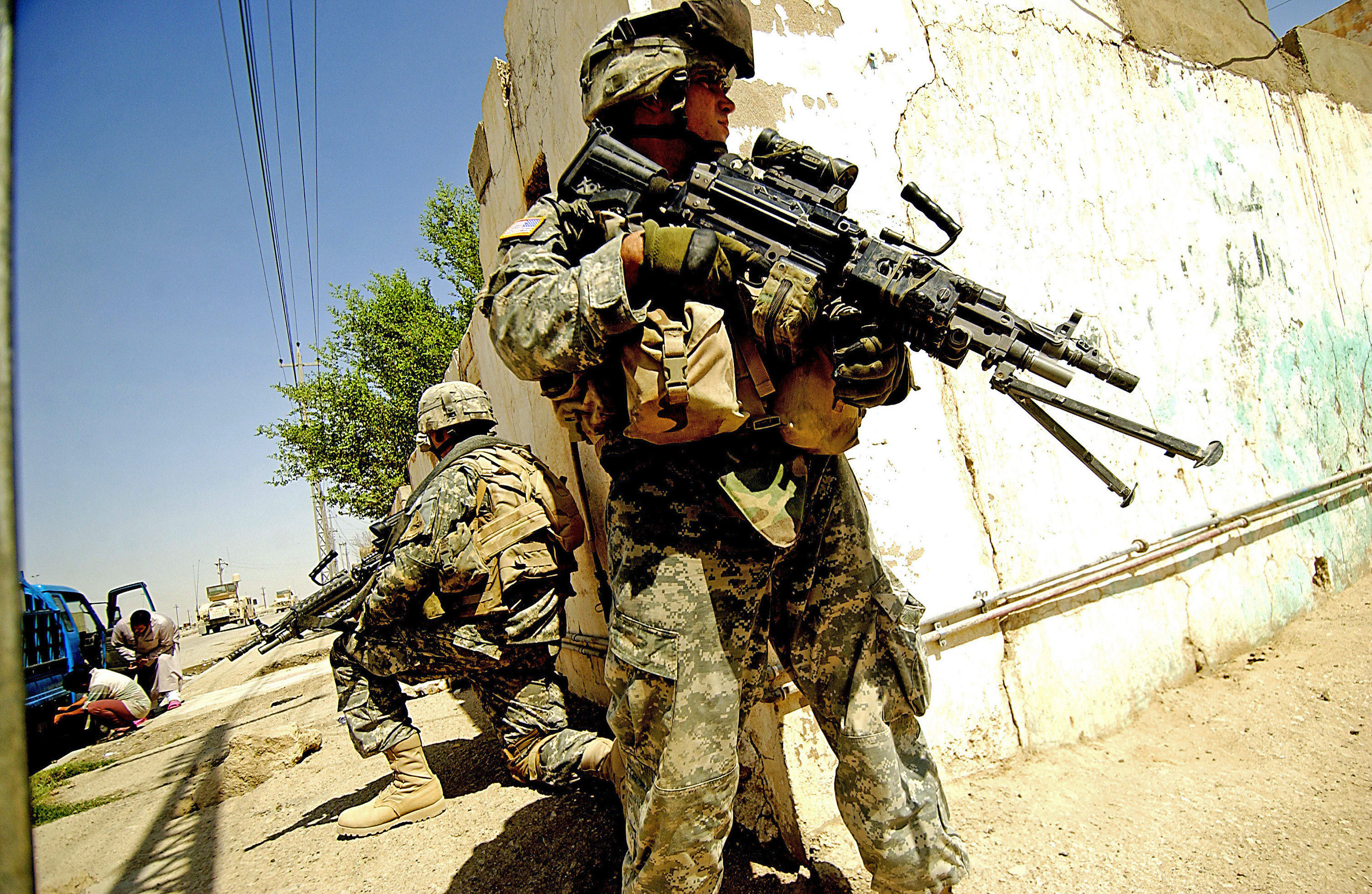
Бойцы 2-го батальона 6-го пехотного полка во время войсковой операции (г. Рамади, Республика Ирак)

Основными составными частями являются соединения Регулярной армии (Regular Army), а также два вида соединений запаса: Армия Национальной гвардии (Army National Guard) и Резерв армии (Army Reserve). Призывники запаса (резервисты) Национальной гвардии и резервных частей, как правило, призываются на ежемесячные сборы резервистов (unit training assemblies, UTAs), а также на годовые итоговые сборы длительностью до трёх недель.

### Уставные документы
Уставными документами по применению сухопутных войск и Национальной гвардии являются Статья 10-я (для частей СВ) и Статья 32-я (для частей НГ) Свода законов США. Части Национальной гвардии используют в службе все уставы и инструкции для частей постоянного состава Армии США, однако в мирное время подчиняются органам исполнительной власти штата дислокации, а в военное время напрямую органам федеральной исполнительной власти и командованию (части столичного военного округа г. Вашингтон подчинены напрямую президенту США и его аппарату). Правительство США оставляет за собой возможность вывести любую часть НГ из подчинения региональным органам власти и переподчинить её командованию Армии в случае необходимости.

### Гражданское руководство
Гражданским и политическим органом руководства СВ является Министерство Армии США (United States Department of the Army) (DOA) — одно из пяти главных управлений видов вооружённых сил, входящих в структуру министерства обороны США/ С административной точки зрения министерство СВ входит в состав Министерства обороны США, то есть, не является самостоятельным министерством в аппарате правительства, однако начальник министерства СВ де-юре имеет ранг министра без портфеля (де-факто являясь заместителем министра обороны). министр Армии МО США является гражданским руководителем Армии США, находясь в непосредственном подчинении министра обороны США.

### Военный аппарат
Военный аппарат министерства Армии возглавляет Начальник штаба Армии США, который осуществляет общее военное руководство Армией США. Он входит в состав Объединённого комитета начальников штабов (ОКНШ) и осуществляет непосредственное руководство аппаратом штабных и военно-административных служб департамента СВ. Закон Голдуотера — Николса (от 1986 г.) исключает как руководство (ОКНШ), так и министров (главкомов) видов вооружённых сил из командной иерархии, передавая непосредственное управление войсками на ТВД президенту, которому через министерство обороны напрямую подчинены начальники региональных объединённых командований на ТВД.
В ведении министров видов вооружённых сил и главкомов видов вооружённых сил остались административные функции в области организации боевой подготовки войск и функции общего планирования боевого применения видов вооружённых сил. Личный состав, прошедший подготовку в учебных и линейных частях на территории США, после убытия к месту прохождения службы поступает в распоряжение соответствующего ОШ ВС США на ТВД дислокации.

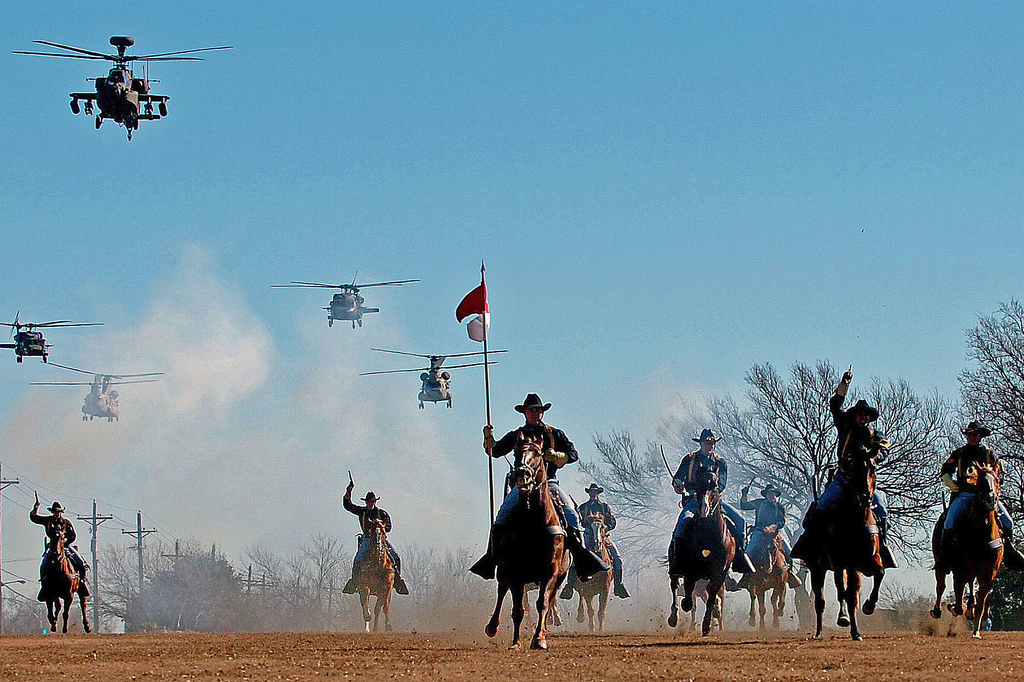
Личный состав бригады АА 1-й кд участвует в театрализованном представлении, посвящённом истории дивизии

### Главный штаб Армии США

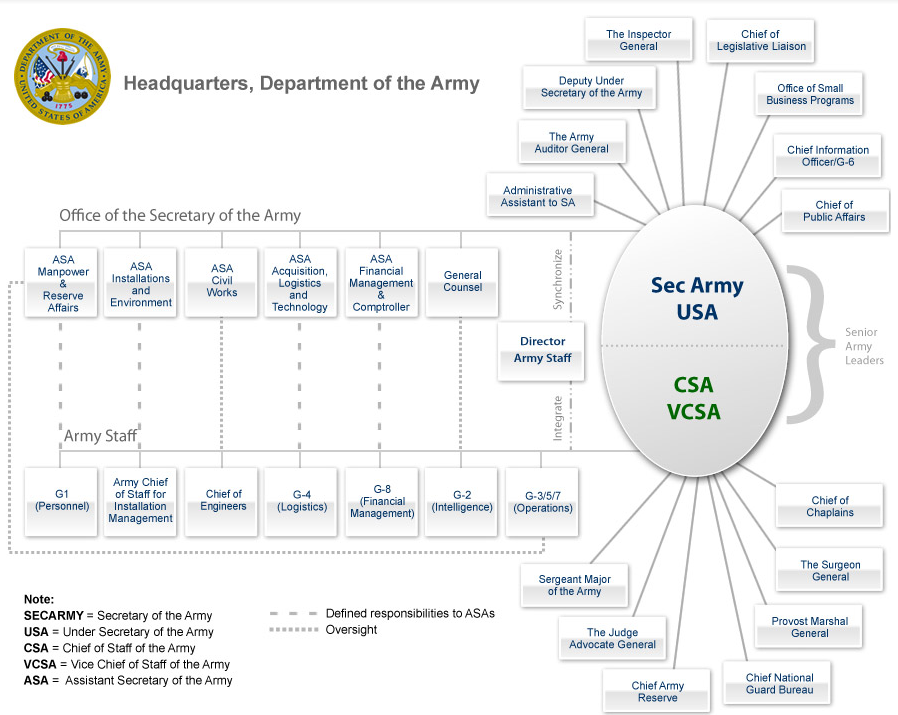
Общая схема организации министерства (департамента) Армии США на 2010 г.

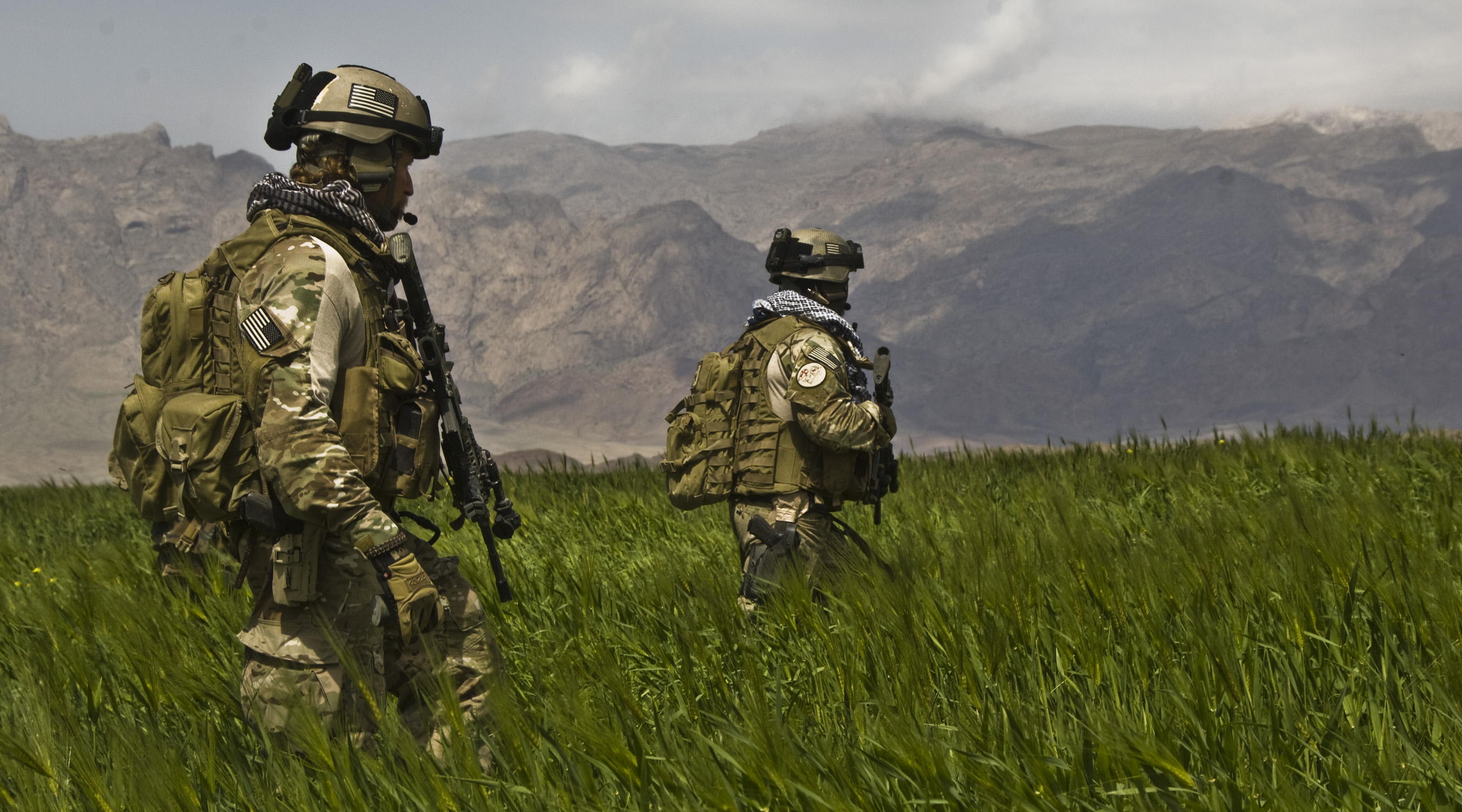
Патруль из состава 3-й группы специальных сил СпН СВ США (3rd Special Forces Group) на территории Гулистана (пров. Фарах, Афганистан)

### Органы оперативного управления Армии США
К 2013 году армия перешла к шести (с 2020 — к пяти) географическим командованиям, которые соответствуют шести географическим командованиям (COCOM):
- Центральное командование Армии США (United States Army Central), авиабаза Шоу (Южная Каролина)
- Северное командование Армии США (United States Army North), Форт Сэм Хьюстон (Техас)
- Южное командование Армии США (United States Army South), Форт Сэм Хьюстон (Техас)
- Командование Армии США в Европе и Африке (United States Army Europe and Africa), Клэй-Казерне, Висбаден, ФРГ
- Тихоокеанское командование Армии США (United States Army Pacific Command), Форт-Шафтер (Гавайи)

### Структура командования и основные части управления
Министерство (департамент) Армии США (HQDA) включает в себя следующие основные функциональные и технические управления и отдельные части СВ:
| Главные командования | Дислокация                                                                         |
| --- | ---------------------------------------------------------------------------------- |
| Командование Армии США на континентальной части (United States Army Forces Command) (FORSCOM)                                         | Форт-Либерти (штат Северная Каролина)                                              |
| Командование материального обеспечения Армии США (U.S. Army Materiel Command) (AMC)                                                   | Редстоунский арсенал (штат Алабама) (Redstone Arsenal)                             |
| Командование учебных и научных исследований по строительству Армии США (United States Army Training and Doctrine Command) (TRADOC)    | Форт-Юстис (Fort Eustis) (штат Виргиния)                                           |
| Компонентные командования | Дислокация                                                                         |
| Центральное командование Армии США (United States Army Central (ARCENT))                                                              | База ВВС США «Шоу» (штат Южная Каролина) (Shaw Air Force Base)                     |
| Командование Армии США в Европе и Африке (United States Army Europe and Africa (USAREUR-AF))                                          | Казармы имени Люсиуса Клея (г. Висбаден, ФРГ) (Lucius D. Clay Kaserne) (Wiesbaden) |
| Северное командование Армии США (United States Army North (ARNORTH))                                                                  | Сан-Антонио (штат Техас)                                                           |
| Тихоокеанское командование Армии США (United States Army Pacific (USARPAC))                                                           | Форт-Шафтер (штат Гавайи) (Fort Shafter)                                           |
| Южное командование Армии США (United States Army South (ARSOUTH))                                                                     | Сан-Антонио (штат Техас)                                                           |
| Командование специальных операций Армии США (United States Army Special Operations Command (USASOC))                                  | Форт-Либерти (штат С. Каролина) (Fort Liberty, North Carolina)                     |
| Киберкомандование Армии США (United States Army Cyber Command (ARCYBER))                                                              | Форт-Бельвор (штат Виргиния) (Fort Belvoir, Virginia)                              |
| Штабы оперативных сил | Дислокация                                                                         |
| 8-я армия (Eighth United States Army) (EUSA)                                                                                          | Кэмп-Хамфриз (Республика Корея)                                                    |
| Технические и административные управления                                                                                             | Дислокация                                                                         |
| Транспортное командование Армии США (Surface Deployment and Distribution Command)                                                     | База ВВС США «Скотт» (штат Иллинойс) (Scott AFB)                                   |
| Командование космической и противоракетной обороны Армии США (United States Army Space and Missile Defense Command) (USASMDC/ARSTRAT) | Редстоунский арсенал (штат Алабама) (Redstone Arsenal)                             |
| Центр поддержки закупок Армии США (U.S. Army Acquisition Support Center) (USASC)                                                      | Форт-Бельвор (штат Виргиния) (Fort Belvoir, Virginia)                              |
| Корпус инженеров Армии США (USACE) | Столичный гарнизон Армии США «Вашингтон»                                           |
| Отдел уголовных расследований Армии США (United States Army Criminal Investigation Division) (USACID)                                 | Квантико (штат Вирджиния)                                                          |
| Строительное командование Армии США (United States Army Installation Management Command) (IMCOM)                                      | Сан-Антонио (штат Техас)                                                           |
| Командование разведки и безопасности Армии США (United States Army Intelligence and Security Command) (INSCOM)                        | Форт-Бельвор (штат Вирджиния) (Fort Belvoir, Virginia)                             |
| Медицинское командование Армии США (United States Army Medical Command) (MEDCOM)                                                      | Сан-Антонио (штат Техас)                                                           |
| Столичный военный округ Армии США (г. Вашингтон) (United States Army Military District of Washington) (MDW)                           | Форт-Макнэйр (г. Вашингтон) (Fort McNair)                                          |
| Управление испытаний и приёмки Армии США (United States Army Test and Evaluation Command) (ATEC)                                      | г. Александрия (штат Вирджиния)                                                    |
| Отдельные части | Дислокация                                                                         |
| Национальное кладбище МО США (г. Арлингтон)                                                                                           | г. Арлингтон (штат Вирджиния)                                                      |
| Показательная бригада Армии США (USAASB)                                                                                              | Форт-Нокс (штат Кентукки) (Fort Knox, Kentucky)                                    |
| Военный колледж Армии США (United States Army War College) (AWC)                                                                      | г. Карлайл (штат Пенсильвания) (Carlisle, Pennsylvania}}                           |
| Военная академия США (USMA) | г. Вест-Пойнт (штат Нью-Йорк)                                                      |
| Части резерва | Дислокация                                                                         |
| Командование резерва Армии США (United States Army Reserve Command) (USARC)                                                           | Форт-Либерти (штат С. Каролина) (Fort Liberty)                                     |
| 1-я армия (First United States Army) (FUSA)                                                                                           | Рок-Айлендский арсенал (штат Иллинойс) (Rock Island Arsenal}}                      |

Источник: U.S. Army organization

## Вооружение и военная техника

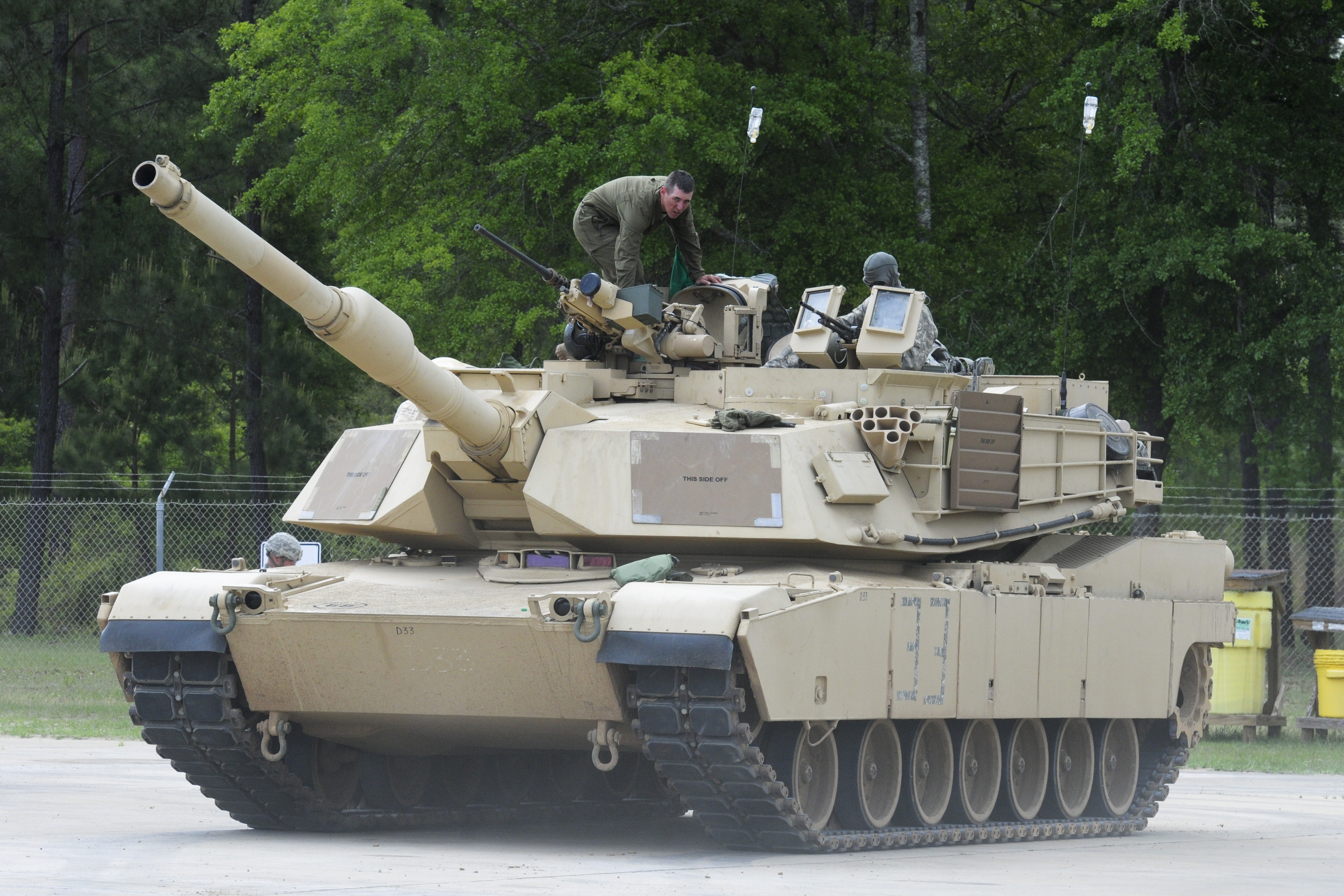
Abrams
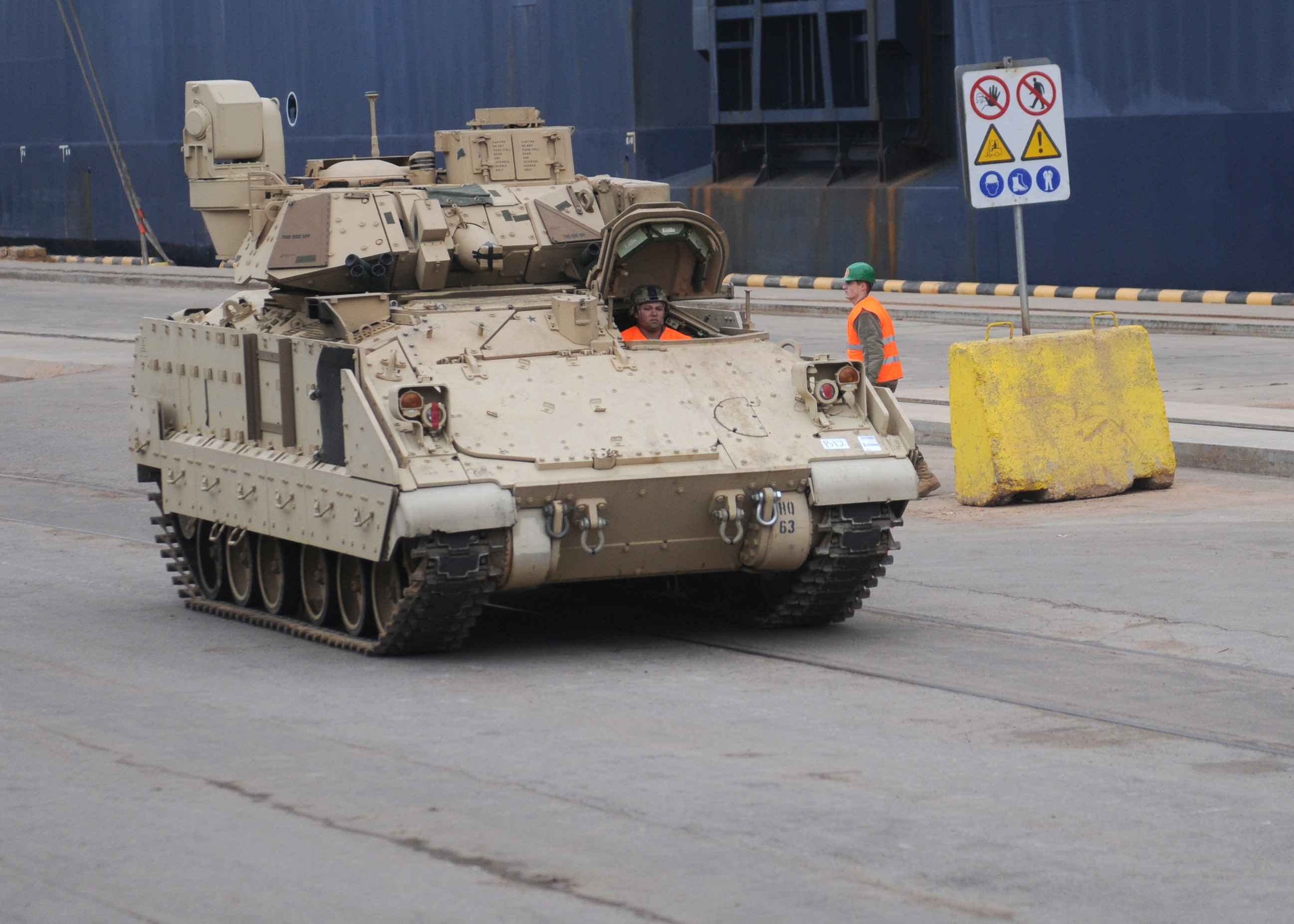
Bradley
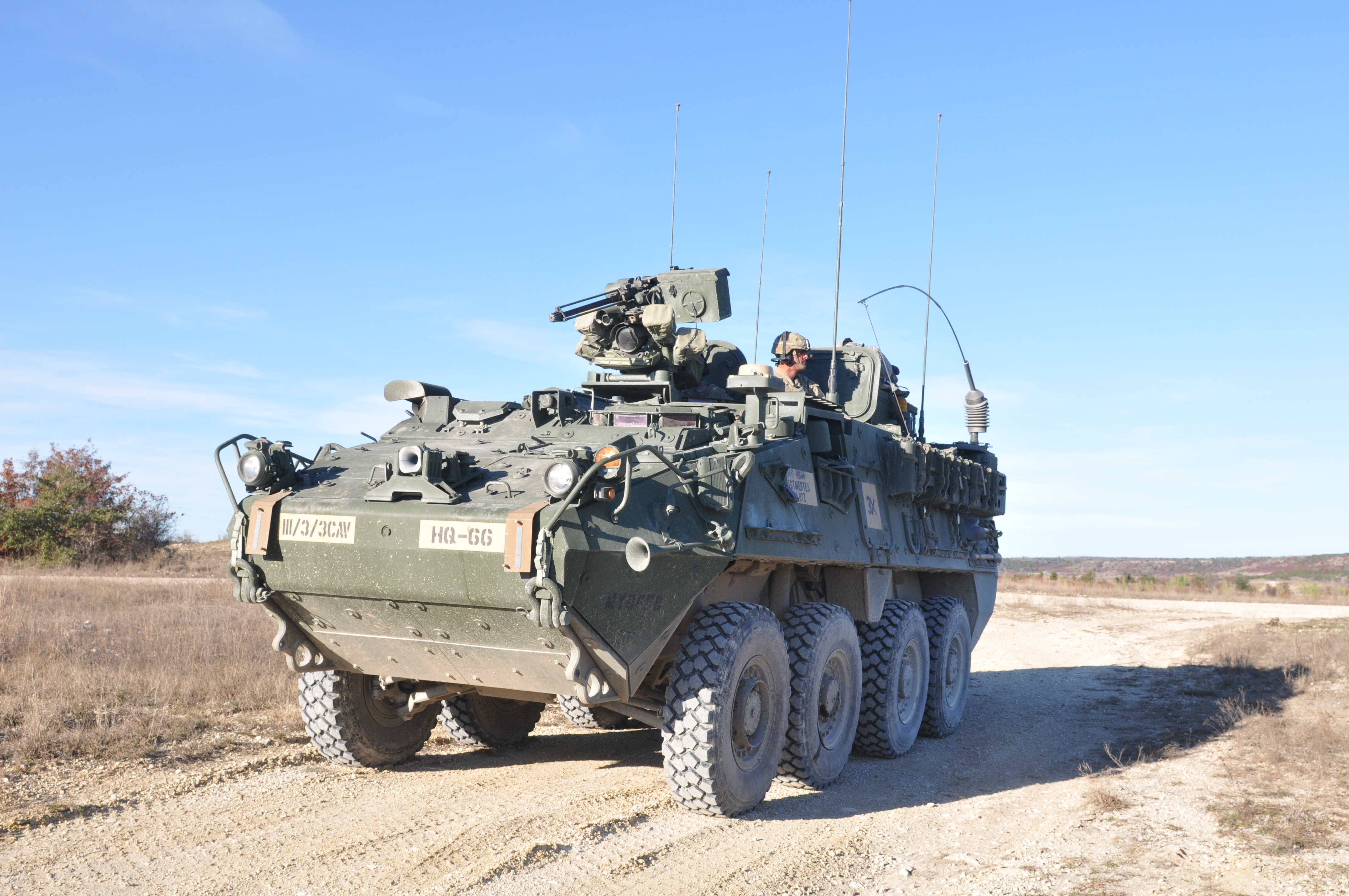
Stryker
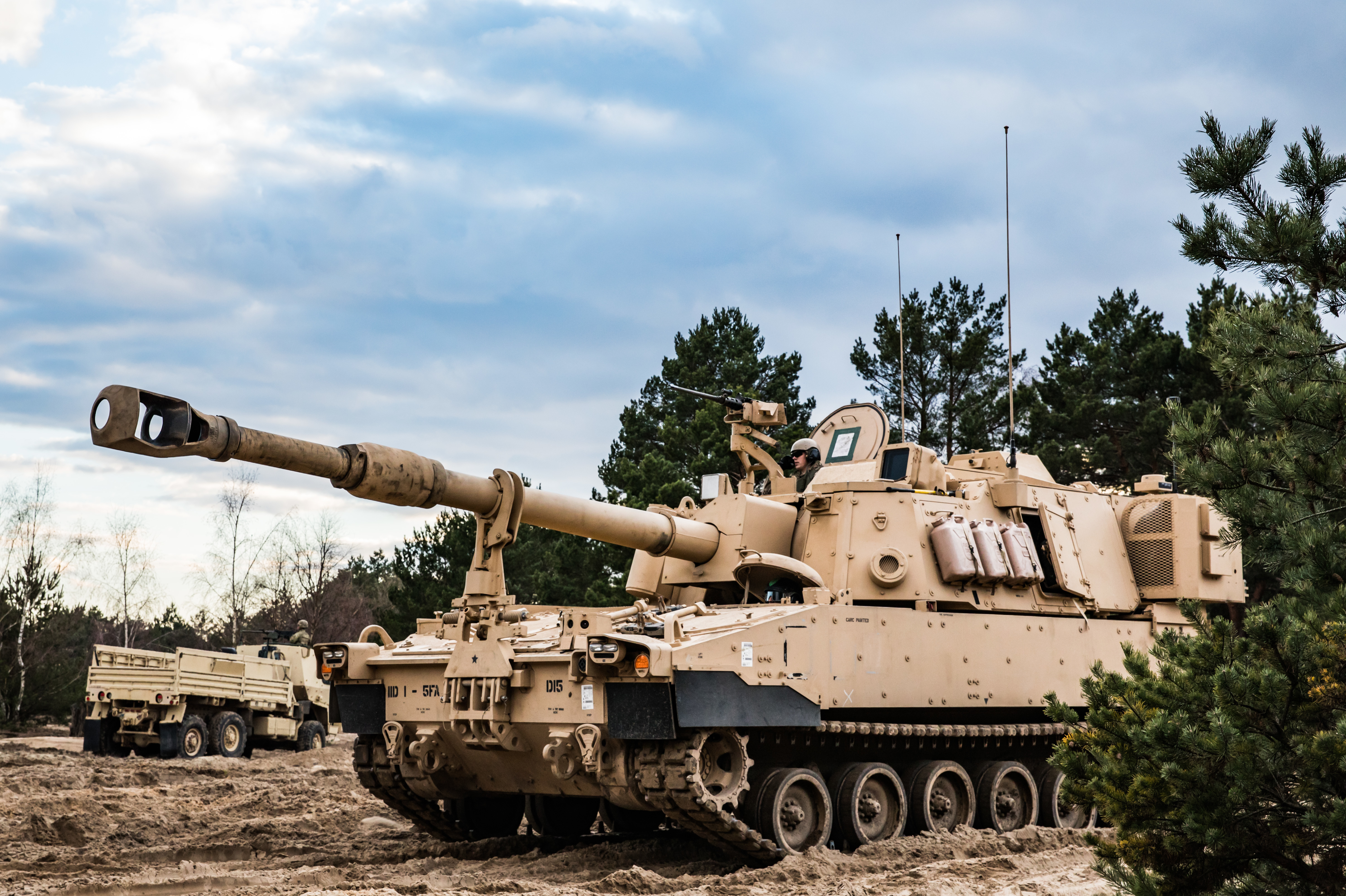
M109
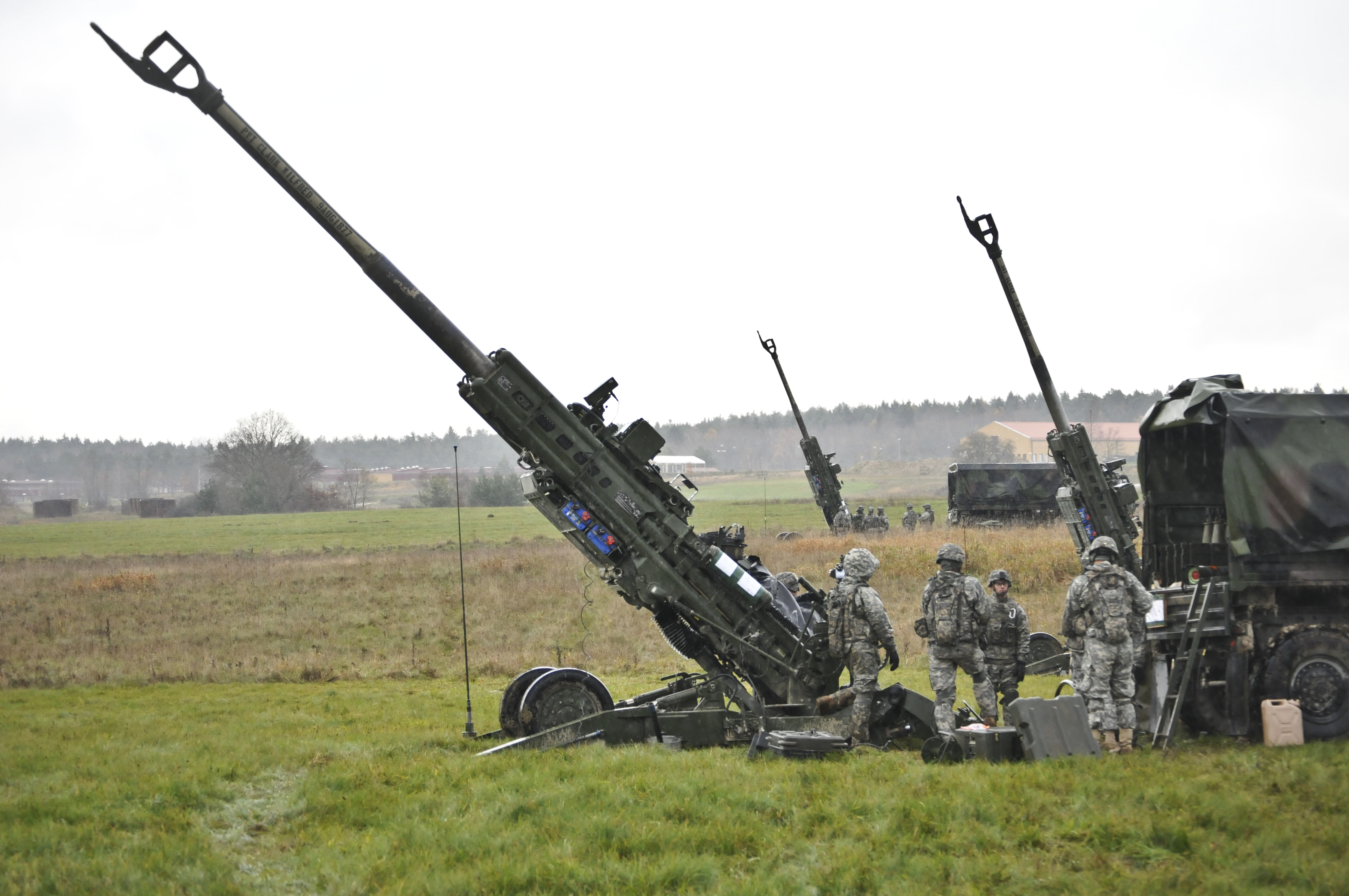
M777
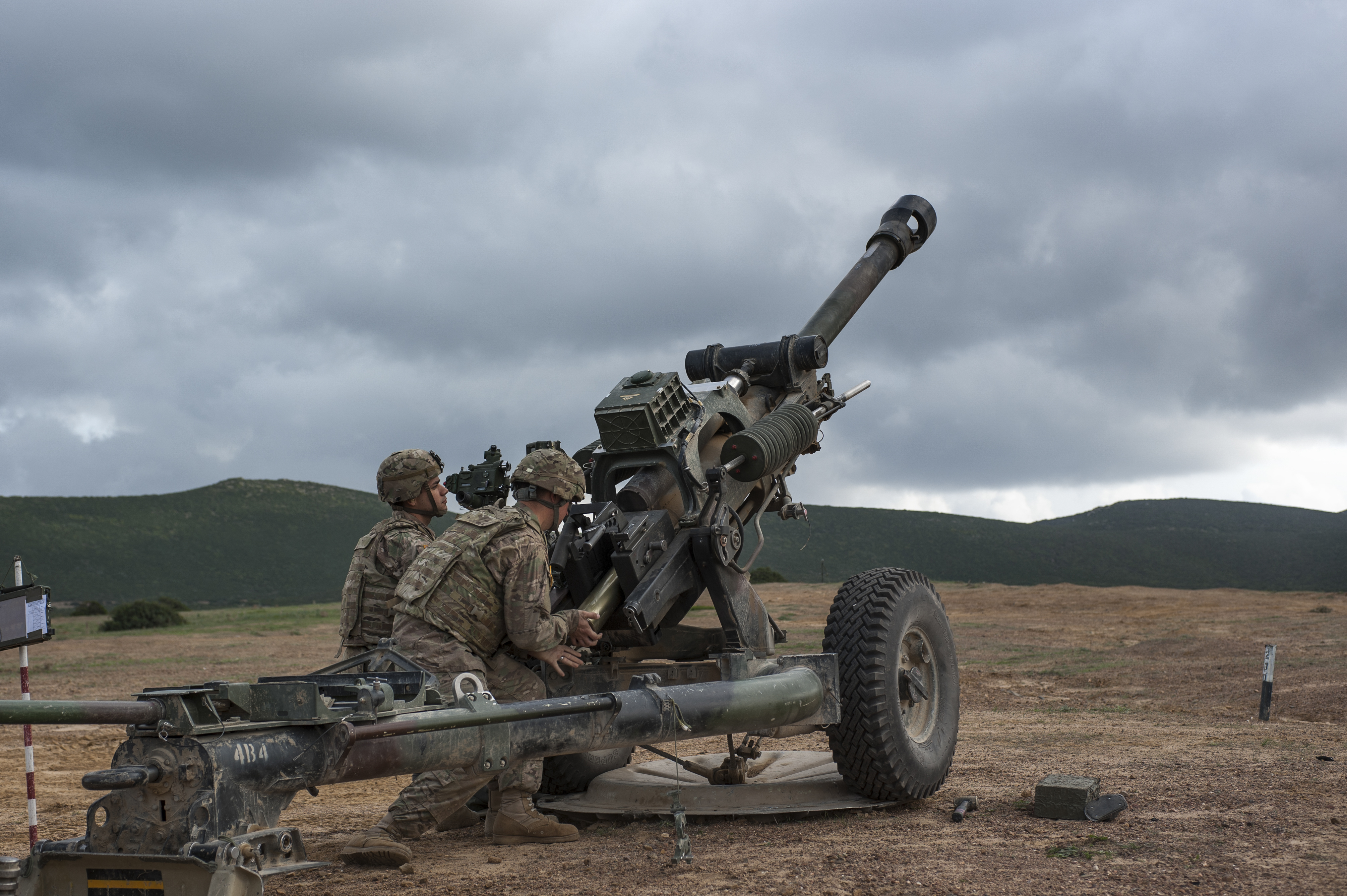
M119
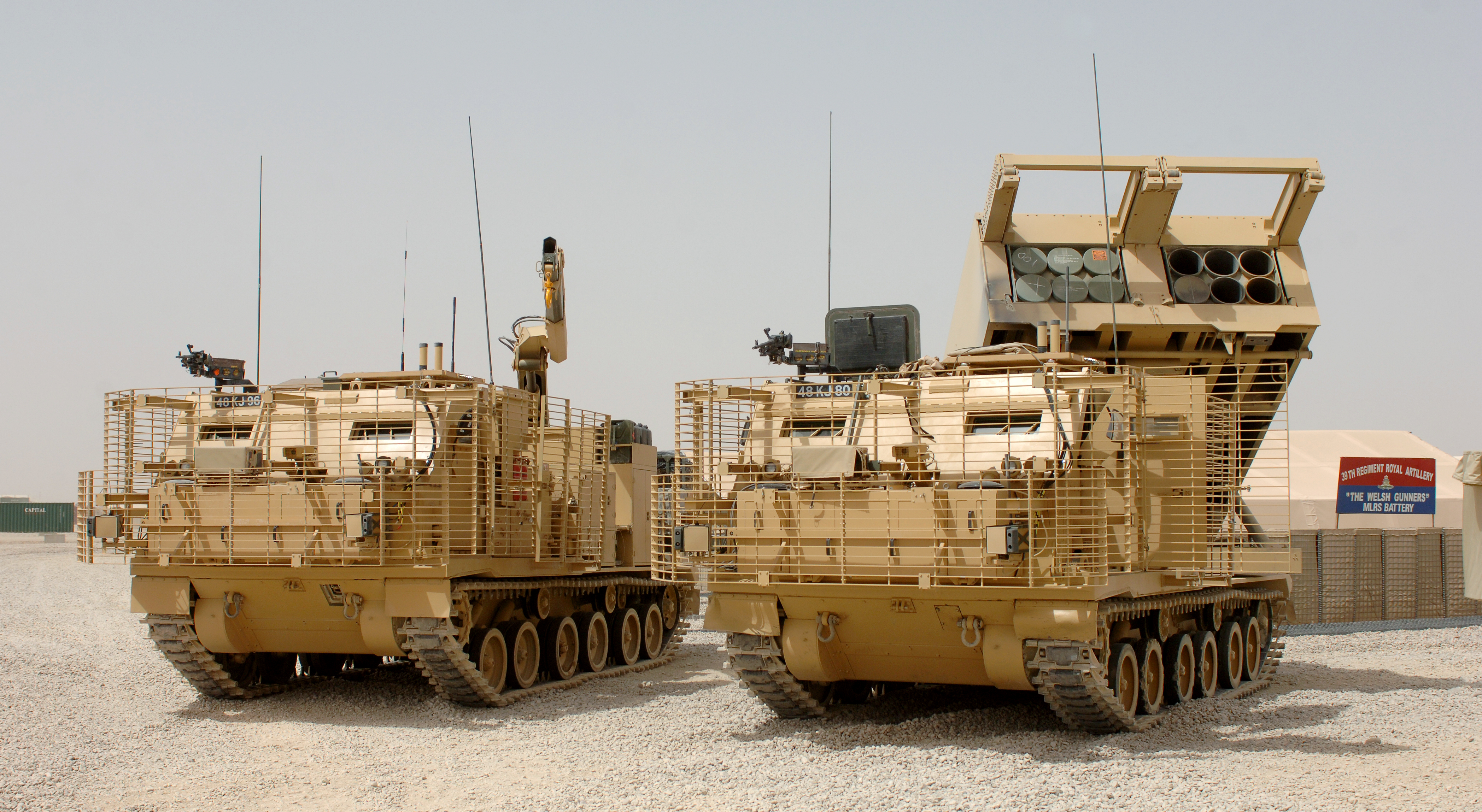
M270 MLRS
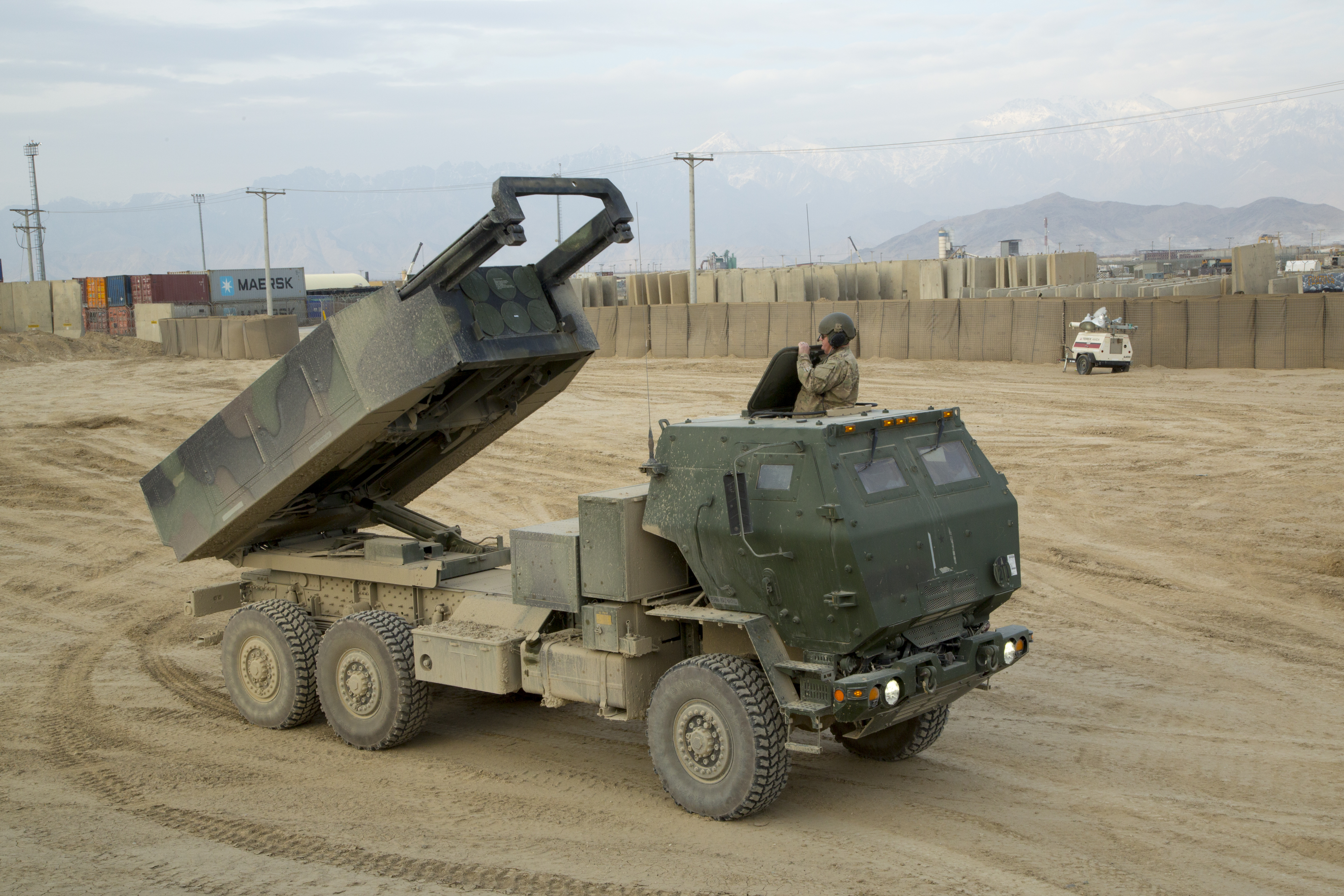
HIMARS
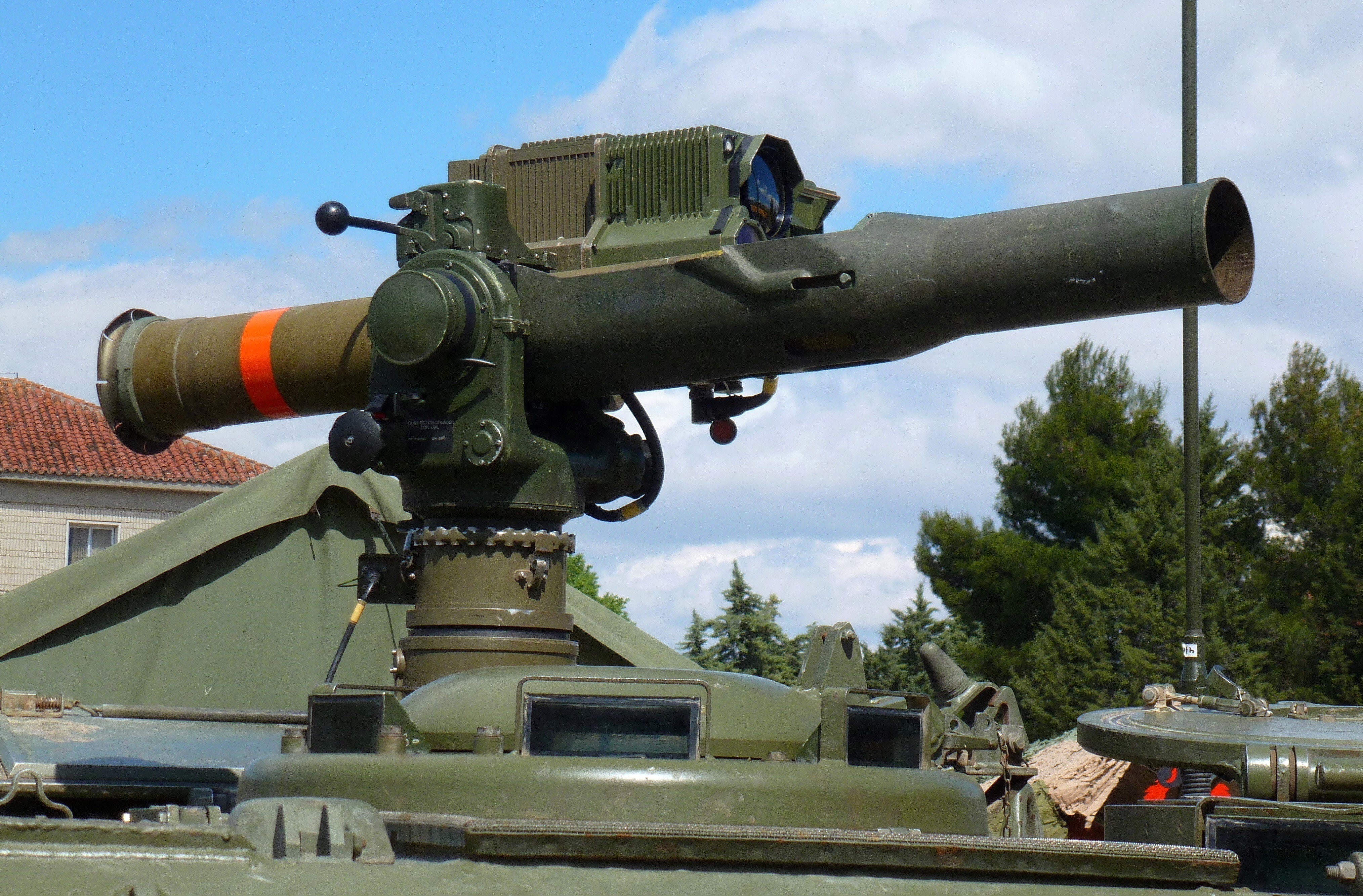
TOW
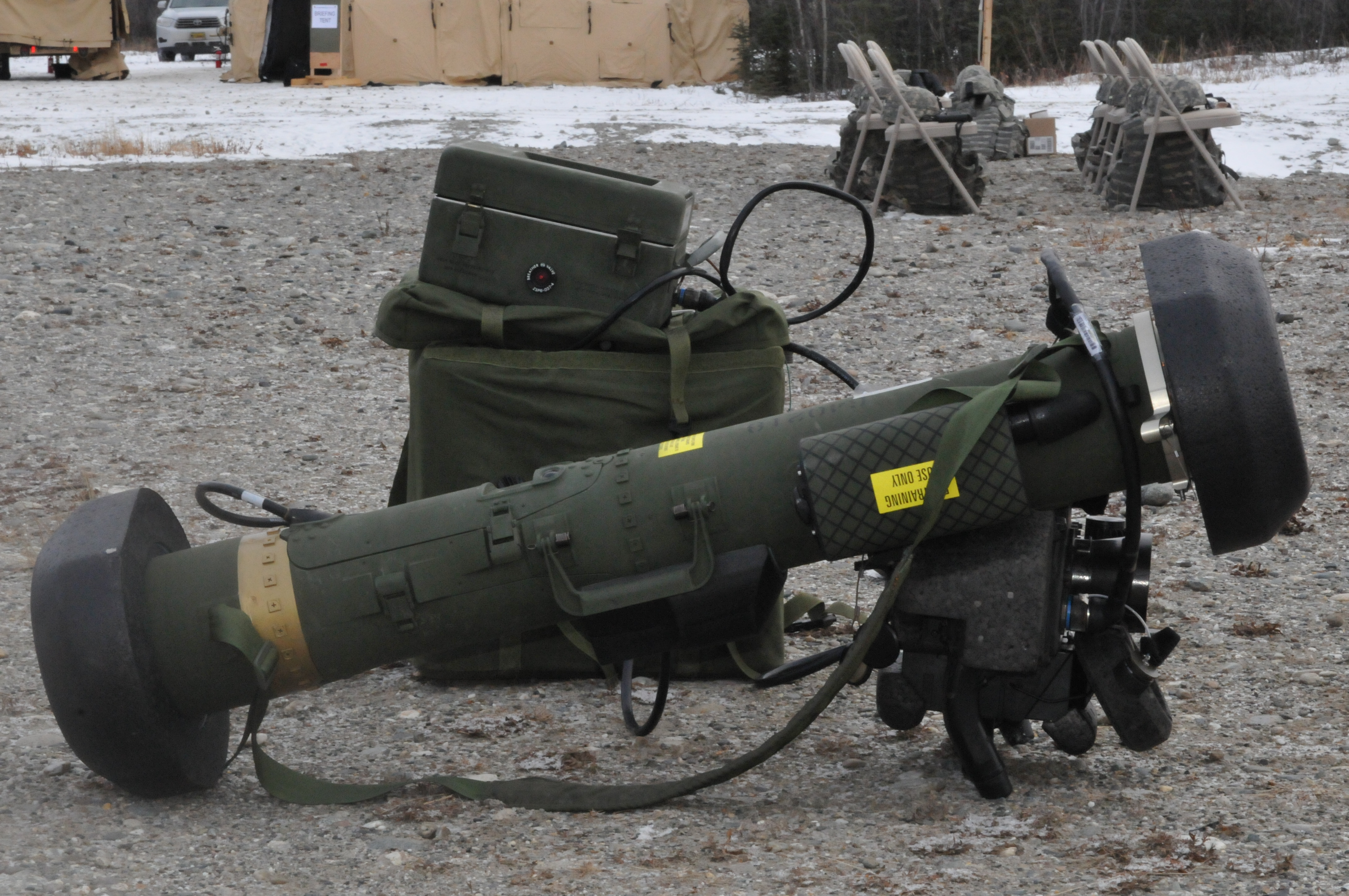
Javelin
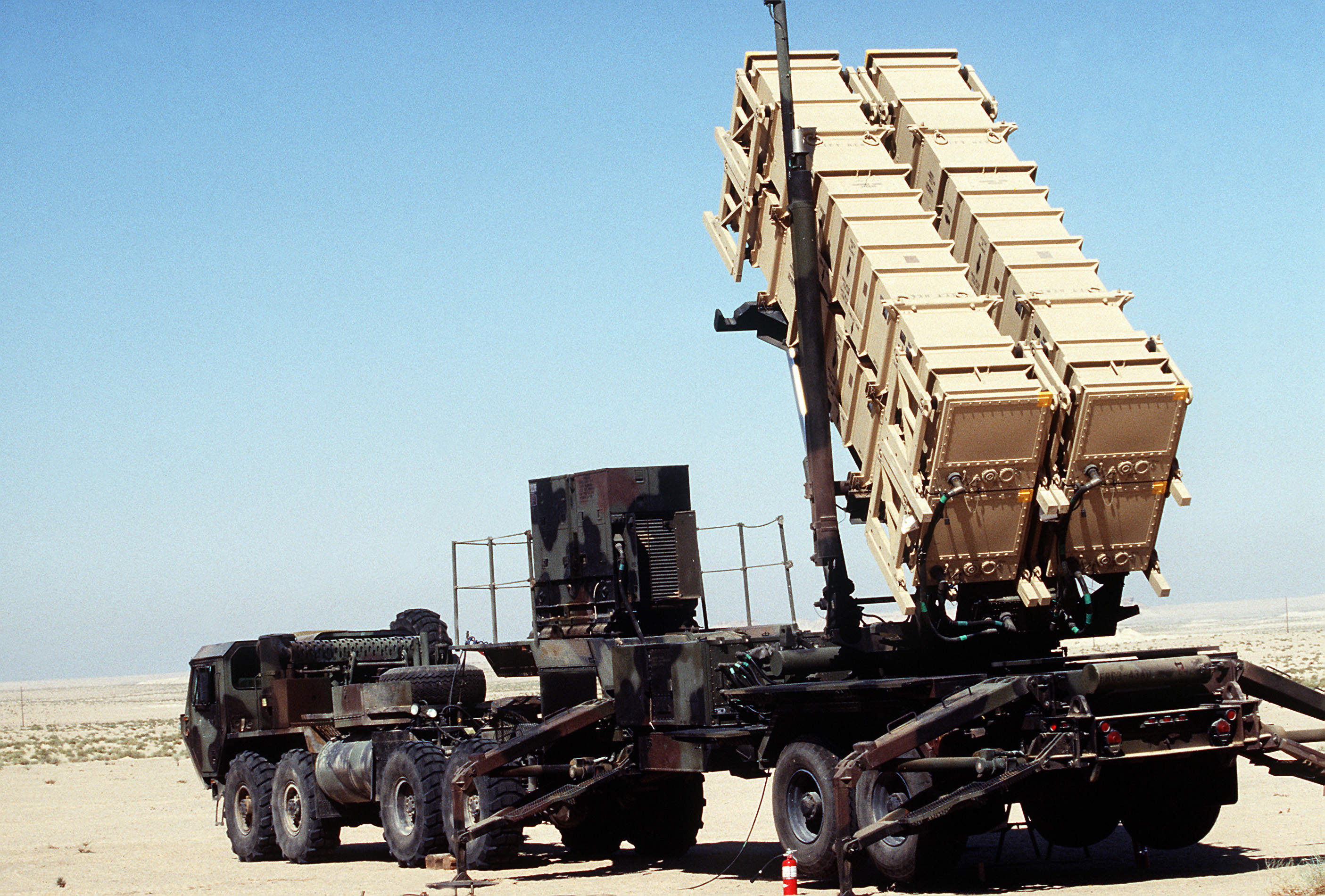
MIM-104 Patriot
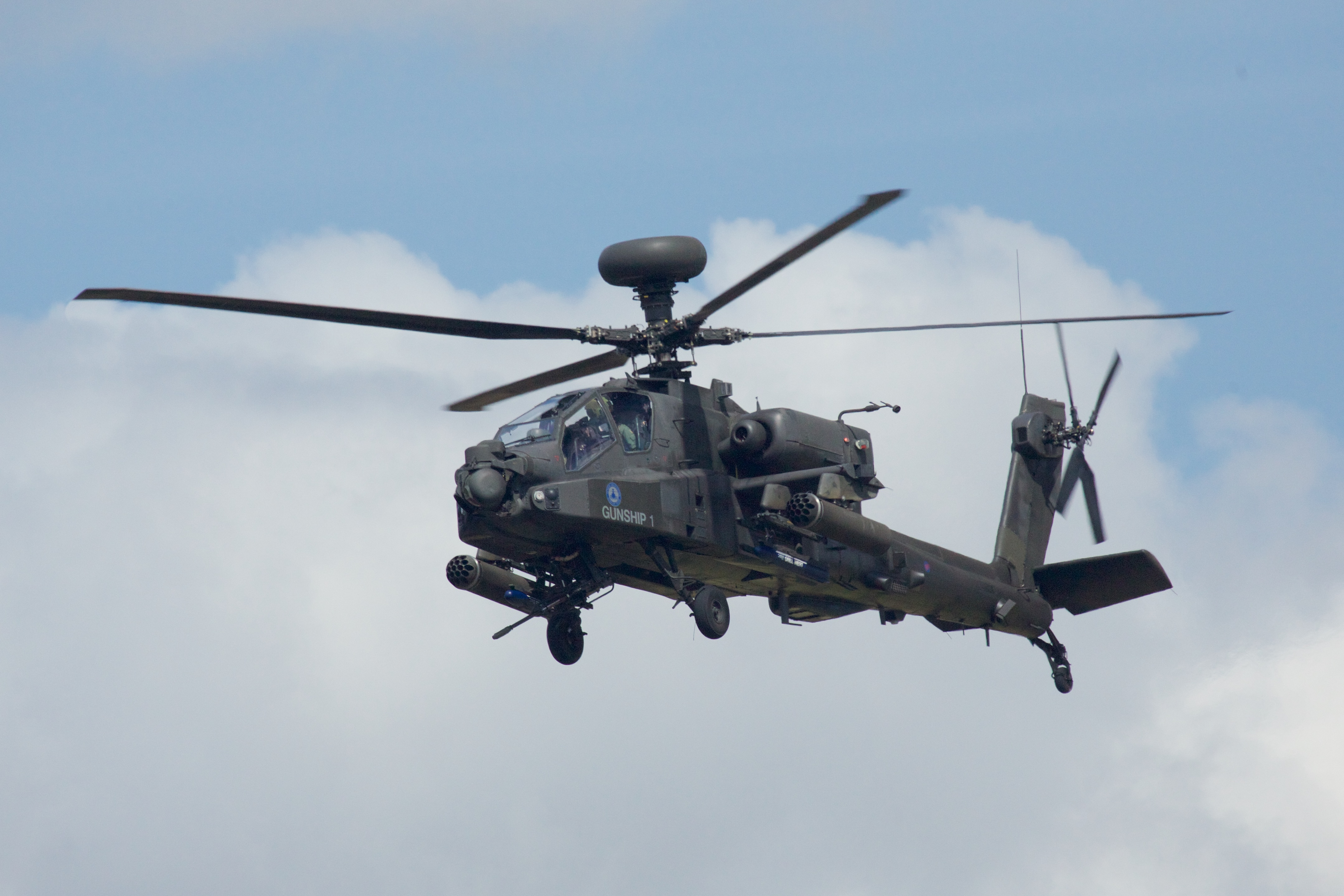
AH-64D Apache
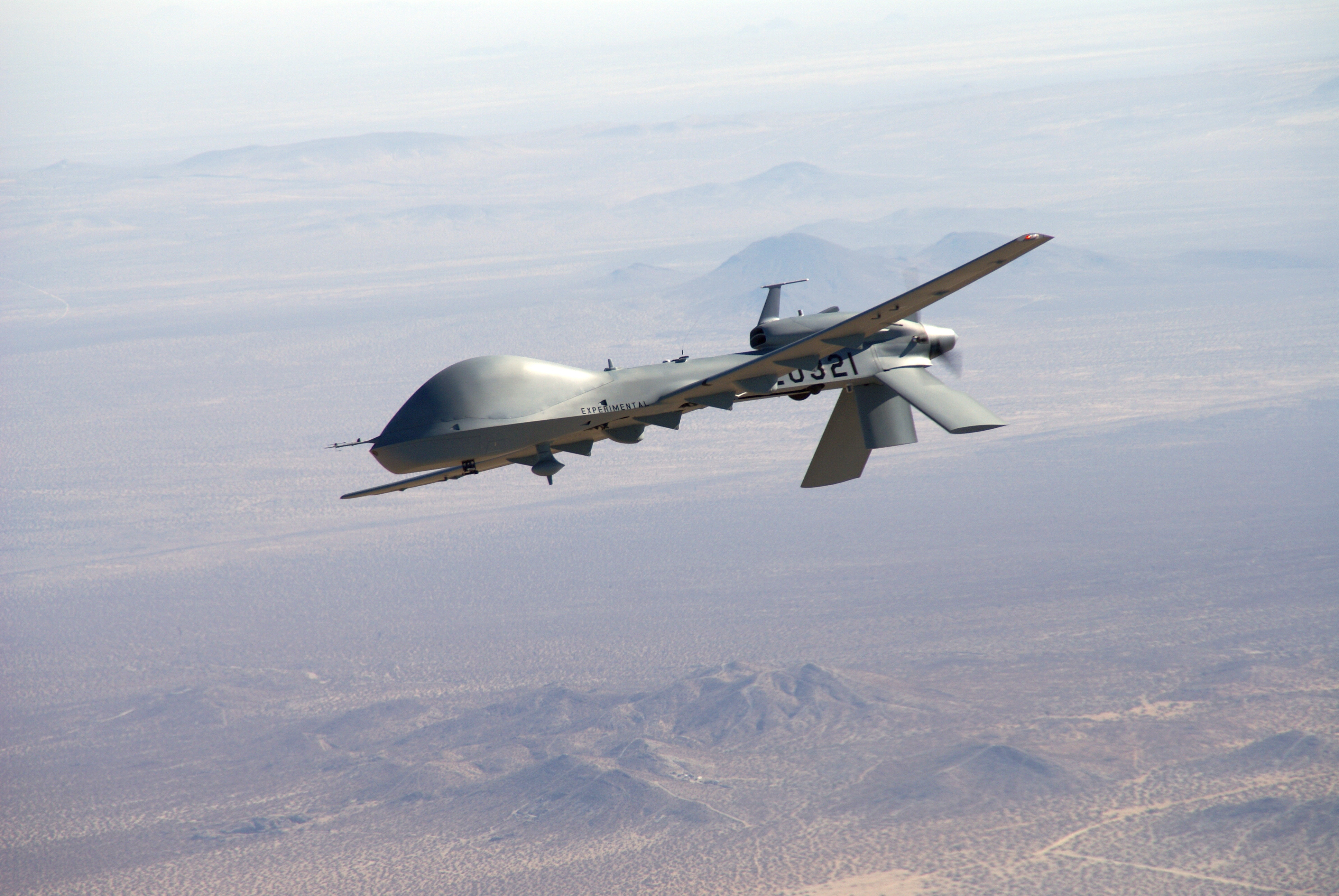
MQ-1C Gray Eagle

## Список основных войсковых формирований
Командование сил Армии США (United States Army Forces Command (FORSCOM)):

### Объединения прямого подчинения
- 1-й армейский корпус (Льюис — Маккорд, Вашингтон)
- 3-й бронетанковый корпус (Форт-Кавасос, Техас)
- 5-й армейский корпус (Округ-Нокс, Кентукки)
- 18-й воздушно-десантный корпус (Форт-Либерти, Северная Каролина)
- 1-я армия[34] (Рок-Айлендский арсенал, Иллинойс)
- Командование резерва Армии США[36] (Форт-Брэгг, Северная Каролина)

### Боевые формирования FORSCOM
- 1-я бронетанковая дивизия (Форт-Блисс, штат Техас), регионально согласована с Центральным командованием (CENTCOM);
- 1-я кавалерийская дивизия (Форт-Кавасос, штат Техас), регионально согласована с Европейским командованием (EUCOM);
- 1-я пехотная дивизия (Форт-Райли, штат Канзас);
- 2-я пехотная дивизия (Кэмп-Хамфриз, Республика Корея);
- 3-я пехотная дивизия (Форт-Стюарт, штат Джорджия);
- 4-я пехотная дивизия (Форт-Карсон, штат Колорадо), регионально согласована с Европейским командованием (EUCOM);
- 7-я пехотная дивизия (Льюис — Маккорд, штат Вашингтон);
- 10-я горнопехотная дивизия (Форт-Драм, штат Нью-Йорк);
- 11-я воздушно-десантная дивизия (Эльмендорф — Ричардсон, штат Аляска)
- 25-я пехотная дивизия (Шофилд Баррекс, штат Гавайи);
- 82-я воздушно-десантная дивизия (Форт-Либерти, штат Северная Каролина);
- 101-я воздушно-десантная дивизия (Форт-Кэмпбелл, штат Кентукки);
- 2-й кавалерийский полк (г. Фильсэкк, Германия);
- 3-й кавалерийский полк (Форт-Кавасос, штат Техас);
- 173-я воздушно-десантная бригада (г. Виченца, Италия);

### Боевые формирования Армии Национальной гвардии
- 28-я пехотная дивизия (Пенсильвания, Огайо и Мериленд)
- 29-я пехотная дивизия (Виргиния, Мериленд, Северная Каролина и Флорида)
- 34-я пехотная дивизия (Миннесота, Висконсин, Айова и Айдахо)
- 35-я пехотная дивизия (Канзас, Миссури, Иллинойс, Джорджия и Арканзас)
- 36-я пехотная дивизия (Техас, Оклахома, Луизиана и Миссисипи)
- 38-я пехотная дивизия (Индиана, Мичиган, Огайо и Теннесси)
- 40-я пехотная дивизия (Калифорния, Орегон, Вашингтон и Гавайи)
- 42-я пехотная дивизия (Нью-Йорк, Нью-Джерси и Вермонт)

| 25-я пехотная дивизия · (Шофилд Баррекс)Гавайские острова | 11-я воздушно-десантная дивизия · (Эльмендорф — Ричардсон) 1-я пехотная бригада 11-й вдд · (Форт-Уэйнрайт)Аляска |

| 8-я армия · 2-я пехотная дивизия · (Кэмп-Хамфриз)Республика Корея | 2-й кавалерийский полк · (Фильсэкк) 173-я воздушно-десантная бригада · (Виченца) 5-й армейский корпус (передовой штаб) · (Познань)Европа |

## Знаки различия
Ниже представлены звания Армии США и их эквивалентные обозначения НАТО.
Особые знаки различия, отличные от общеармейских, используют «силы противника» (OPFOR) во время военных учений.

### Генералы и офицеры
| Уровни оплаты военнослужащих США (US DoD Pay Grade) | O-1               | O-2               | O-3     | O-4   | O-5                | O-6       | O-7               | O-8               | O-9                | O-10          | Особый ранг         | Особый ранг |
| Код NATO                                            | OF-1              | OF-1              | OF-2    | OF-3  | OF-4               | OF-5      | OF-6              | OF-7              | OF-8               | OF-9          | OF-10               |             |
| --------------------------------------------------- | ----------------- | ----------------- | ------- | ----- | ------------------ | --------- | ----------------- | ----------------- | ------------------ | ------------- | ------------------- | ----------- |
| Знак различия                                       |                   |                   |         |       |                    |           |                   |                   |                    |               |                     |             |
| Погон                                               |                   |                   |         |       |                    |           |                   |                   |                    |               |                     |             |
| Звание                                              | Второй лейтенант  | Первый лейтенант  | Капитан | Майор | Подполковник       | Полковник | Бригадный генерал | Генерал-майор     | Генерал-лейтенант  | Генерал       | Генерал армии       |             |
| Оригинал                                            | Second lieutenant | First lieutenant  | Captain | Major | Lieutenant colonel | Colonel   | Brigadier general | Major general     | Lieutenant general | General       | General of the Army |             |
| Аббревиатура                                        | 2LT               | 1LT               | CPT     | MAJ   | LTC                | COL       | BG                | MG                | LTG                | GEN           | GA                  |             |
| Российский эквивалент                               | Лейтенант         | Старший лейтенант | Капитан | Майор | Подполковник       | Полковник | Генерал-майор     | Генерал-лейтенант | Генерал-полковник  | Генерал армии | Маршал              |             |

### Уорент-офицеры
| US DoD Pay Grade | W-1               | W-2                     | W-3                     | W-4                     | W-5                     |
| Код NATO         | WO-1              | WO-2                    | WO-3                    | WO-4                    | WO-5                    |
| ---------------- | ----------------- | ----------------------- | ----------------------- | ----------------------- | ----------------------- |
| Знак различия    |                   |                         |                         |                         |                         |
| Звание           | Уорент-офицер 1   | Старший уорент-офицер 2 | Старший уорент-офицер 3 | Старший уорент-офицер 4 | Старший уорент-офицер 5 |
| Оригинал         | Warrant officer 1 | Chief warrant officer 2 | Chief warrant officer 3 | Chief warrant officer 4 | Chief warrant officer 5 |
| Аббревиатура     | WO1               | CW2                     | CWO                     | CW4                     | CW5                     |

### Сержанты
| U.S. DoD Pay grade    | E-5             | E-6            | E-7                    | E-8             | E-8            | E-9            | E-9                    | E-9                        | E-9                                                                             |
| Код NATO              | OR-5            | OR-6           | OR-7                   | OR-8            | OR-8           | OR-9           | OR-9                   | OR-9                       | OR-9                                                                            |
| --------------------- | --------------- | -------------- | ---------------------- | --------------- | -------------- | -------------- | ---------------------- | -------------------------- | ------------------------------------------------------------------------------- |
| Знак различия         |                 |                |                        |                 |                |                |                        |                            |                                                                                 |
| Звание                | Сержант         | Штаб-сержант   | Сержант первого класса | Мастер-сержант  | Первый сержант | Сержант-майор  | Команд-сержант-майор   | Сержант-майор Армии США    | Старший военный советник председателя Объединённого комитета начальников штабов |
| Оригинал              | Sergeant        | Staff Sergeant | Sergeant first class   | Master sergeant | First sergeant | Sergeant major | Command sergeant major | Sergeant major of the Army | Senior enlisted advisor to the chairman                                         |
| Аббревиатура          | SGT             | SSG            | SFC                    | MSG             | 1SG            | SGM            | CSM                    | SMA                        | SEAC                                                                            |
| Российский эквивалент | Младший сержант | Сержант        | Старший сержант        | Старшина        | Старшина       | —              | —                      | —                          | —                                                                               |

### Рядовые
| U.S. DoD Pay grade    | E-1            | E-2     | E-3                    | E-4        | E-4             |
| Код NATO              | OR-1           | OR-2    | OR-3                   | OR-4       | OR-4            |
| --------------------- | -------------- | ------- | ---------------------- | ---------- | --------------- |
| Знак различия         | Нет знака      |         |                        |            |                 |
| Звание                | Рядовой-рекрут | Рядовой | Рядовой первого класса | Специалист | Капрал          |
| Оригинал              | Private        | Private | Private first class    | Specialist | Corporal        |
| Аббревиатура          | PV1            | PV2     | PFC                    | SPC        | CPL             |
| Российский эквивалент | —              | Рядовой | Ефрейтор               | —          | Младший сержант |

## Интересные факты
- Первым темнокожим генералом в Армии США стал Бенджамин Оливер Дэвис, назначенный 25 октября 1940 года.
- В ВС США гораздо больше офицерских званий, чем должностей, так, например, в сухопутных войсках 3700 полковников, но только 33 манёвренные бригады; в общем, в сухопутных войсках США офицеры составляют 14,3 % общей численности личного состава[40]